# Biserica Sfântul Nicolae din Densuș

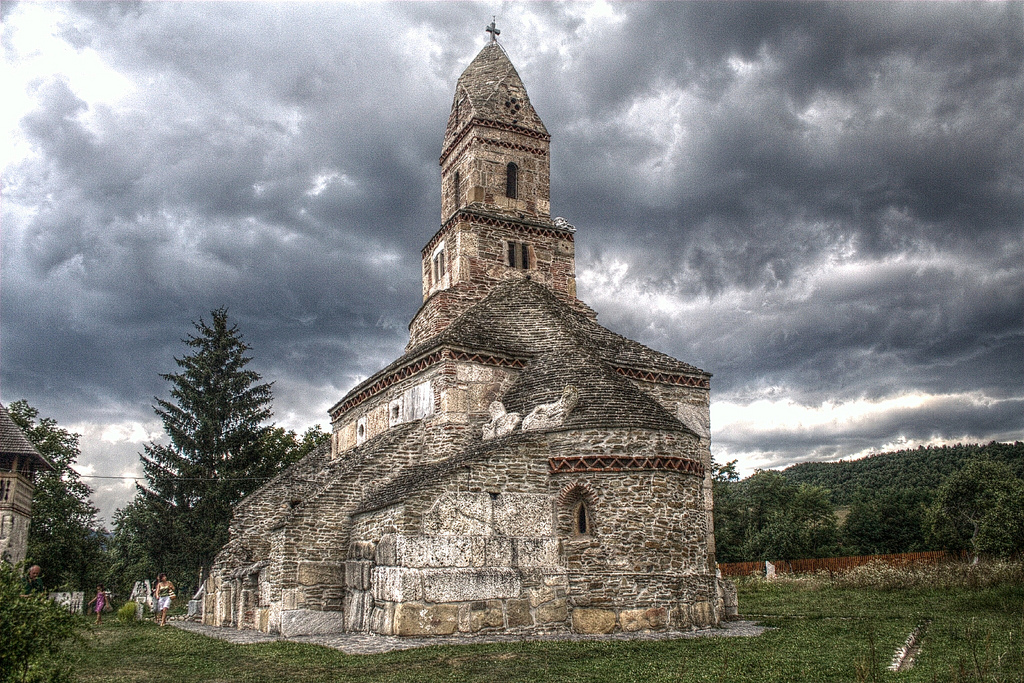
Biserica „Sfântul Ierarh Nicolae” din Densuș, foto: august 2011.

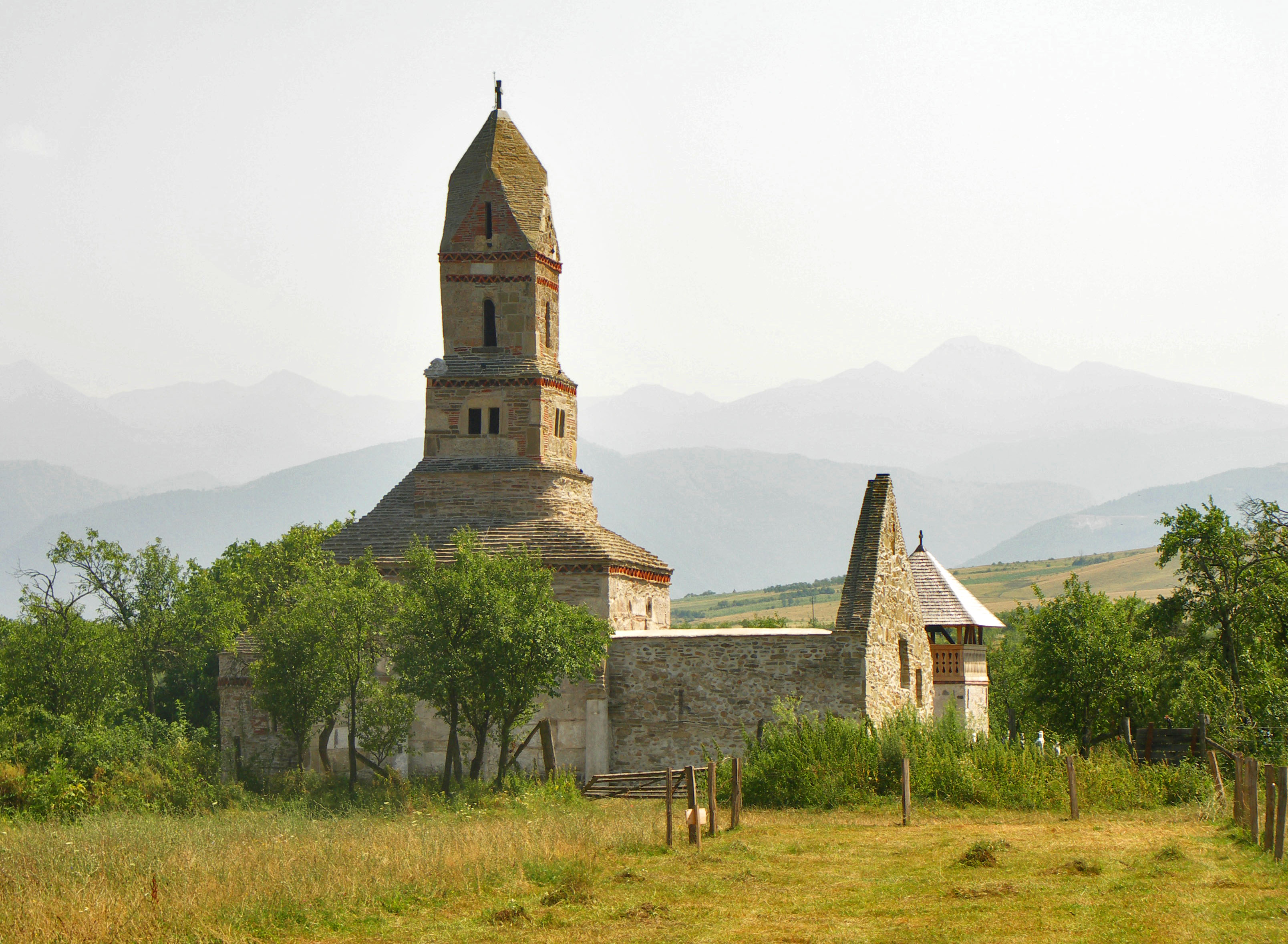
Biserica de piatră Sfântul Nicolae din Densuș, partea de apus

Structura turnului

Biserica „Sfântul Nicolae” este un lăcaș de cult in localitatea Densuș, județul Hunedoara, care a servit de-a lungul timpului cultului creștin ortodox, protestant și greco-catolic, fiind una dintre cele mai vechi biserici din România, datând din secolele XII-XIII, ridicată, se pare, pe ruinele unei construcții din secolul IV d.Hr.; are plan pătrat, cu naosul străpuns de un turn, sprijinit pe o boltă și este dotată cu o adâncă absidă semicirculară; întreaga construcție este acoperită cu plăci de piatră, iar majoritatea materialului său provine de la Ulpia Traiana Sarmizegetusa, capitala Daciei romane (situată în apropiere); pictura murală a monumentului datează din secolul XV. Din 1991 este pe lista de monumente propuse pentru a intra în patrimoniul UNESCO. Nicolae Iorga a numit biserica "fără pereche în toată românimea". Biserica este trecută pe lista monumentelor istorice din județul Hunedoara cu codul  HD-II-m-A-03307.
Biserica Sfântul Nicolae are un plan pătrat (cca. 6 x 6 m), naosul este străpuns de un turn în jurul căruia se află un spațiu îngust acoperit cu o boltă de sprijin. Spre est se afla o adâncă absidă semicirculară, atât la interior cât și la exterior, având pe latura sudică un diaconicon de mari dimensiuni. Acoperișul întregii construcții este din plăci de piatră. Încăperi anexe au fost adăugate pe latura sudică în secolele al XIV-lea - al XV-lea. Construită din pietre romane fasonate aduse din ruinele Ulpiei Traiana Sarmizegetusa din apropiere, biserica are o înfățișare ciudată, care nu ascunde însă amprentele stilistice ale romanicului târziu. Valoroasele fragmente de pictură murală, datând din 1443, opera unei echipe de meșteri în frunte cu Ștefan, unul din primii zugravi români cunoscuți, vădesc strânse legături stilistice cu picturile de epocă din Țara Românească.

## Scurt istoric
Biserica „Sfântul Ierarh Nicolae” este un lăcaș de cult cu o înfățișare stranie, construit din piese litice, aduse din fosta capitală romană a Daciei, Ulpia Traiana Sarmizegetusa, compus dintr-un naos pătrat și o absidă cu închidere semicirculară; la interior, patru stâlpi, alcătuiți fiecare din câte două altare romane suprapuse, descriu un careu central, deasupra căruia se înaltă un turn, cu patru secțiuni distincte. Pe latura sudică a altarului s-a adăugat un diaconicon scund, boltit semicilindric; târzii sunt și pronaosul vestic, precum și coridorul sudic al navei, astăzi ruinate. 
Specialiștii în arheologie medievală pledează pentru apartenența construcției la marea familie a edificiilor cneziale românești din secolele XII-XIV, cu indicarea nobililor hațegani Mușana drept ctitori ai lăcașului, care este datat în ultima treime a anilor 1200. 
Preluând o ipoteză din 1775 a unui ofițer din armata austriacă, Sylvester Joseph von Hohenhausen, istoriografia bisericească susține că, la origine, lăcașul ar fi fost un monument funerar ridicat în memoria generalului Longinus (secolul II), dar încreștinat în cursul secolelor IV-V; abandonat după 568. Acoperite cu un strat de var între anii 1566 și 1720, frescele interioare sunt operă a trei zugravi diferiți ca stil și formație artistică; meșterul principal, Ștefan, semnatarul picturii din 1443, este considerat un exponent al ambianței artistice sud-carpatice, dezvoltate în jurul mănăstirii Curtea de Argeș. Cel mai vechi preot cunoscut cu numele este Dalc, participant, la 2 iunie 1360, la un scaun de judecată ținut în Hațeg.
În cea de a doua jumătate a secolului XIX, biserica s-ar fi aflat într-un stadiu avansat de degradare, iar localnicii ar fi vrut să o demoleze pentru construcția alteia noi. Biserica a fost salvată de autoritățile vremii, austro-ungare, care au declarat-o monument istoric în 1870.

Actualmente, biserica de la Densuș are două hramuri, „Sfântul Ierarh Nicolae” și „Sfântul Prooroc Ieremia”. Dublarea acestuia - nu se știe care a fost cel inițial - trebuie pusă în legătură cu una dintre lucrările majore de consolidare a lăcașului, care putea avea caracterul unei rectitoriri, motivându-se astfel înlocuirea primului patron spiritual al bisericii cu un altul. Dar, în acest caz, renovarea nu poate fi pusă în legătură decât cu familia locală a Mușineștilor, atestați documentar începând din secolul al XIII-lea. Edificiul este înscris pe lista monumentelor istorice românești (HD-II-m-A-03307).

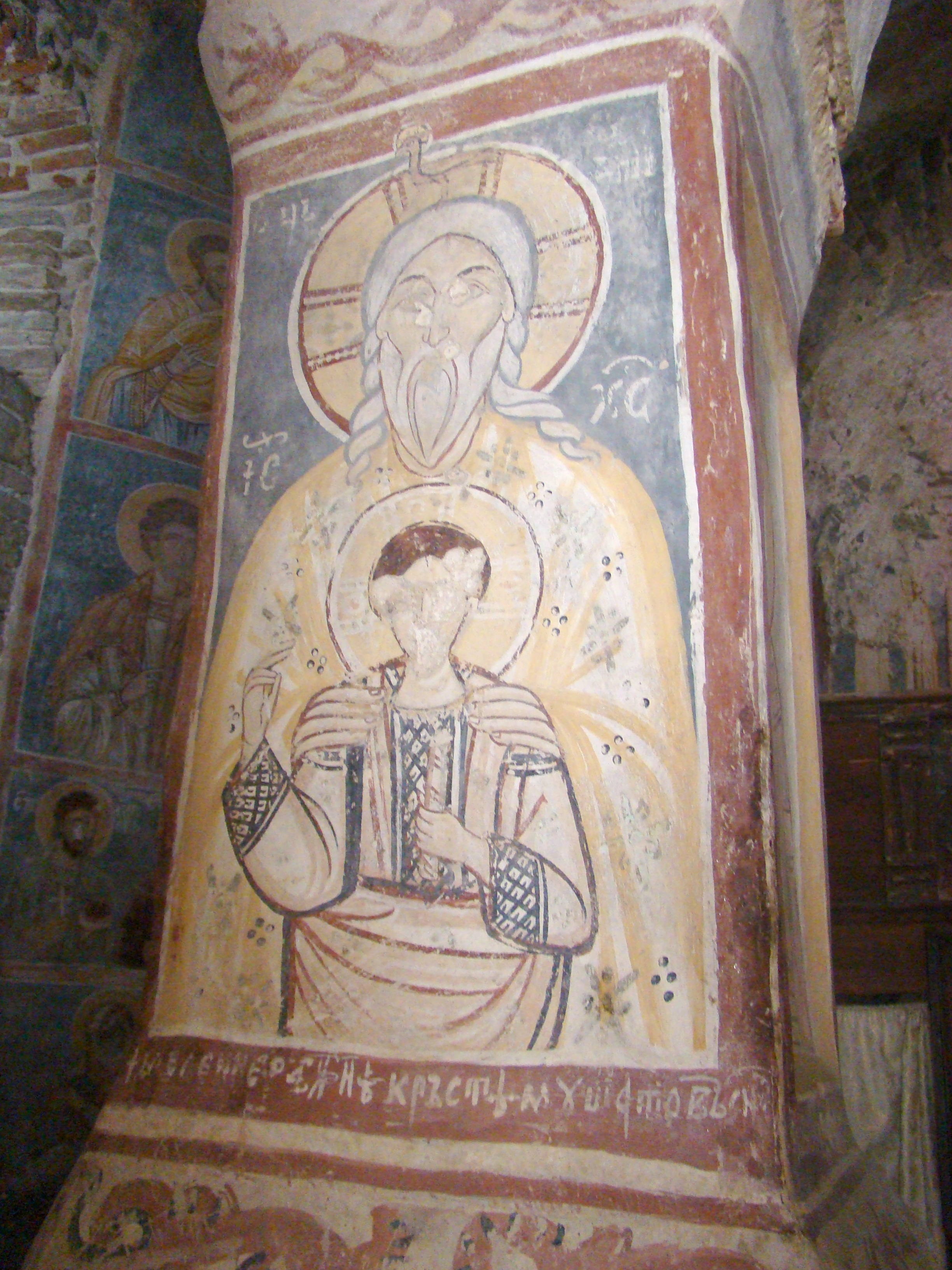
Sf. Treime - Dumnezeu-Tatăl, Fiul și Sf. Duh sub formă de porumbel (sec. XV)

## Pictura interioară a bisericii din Densuș

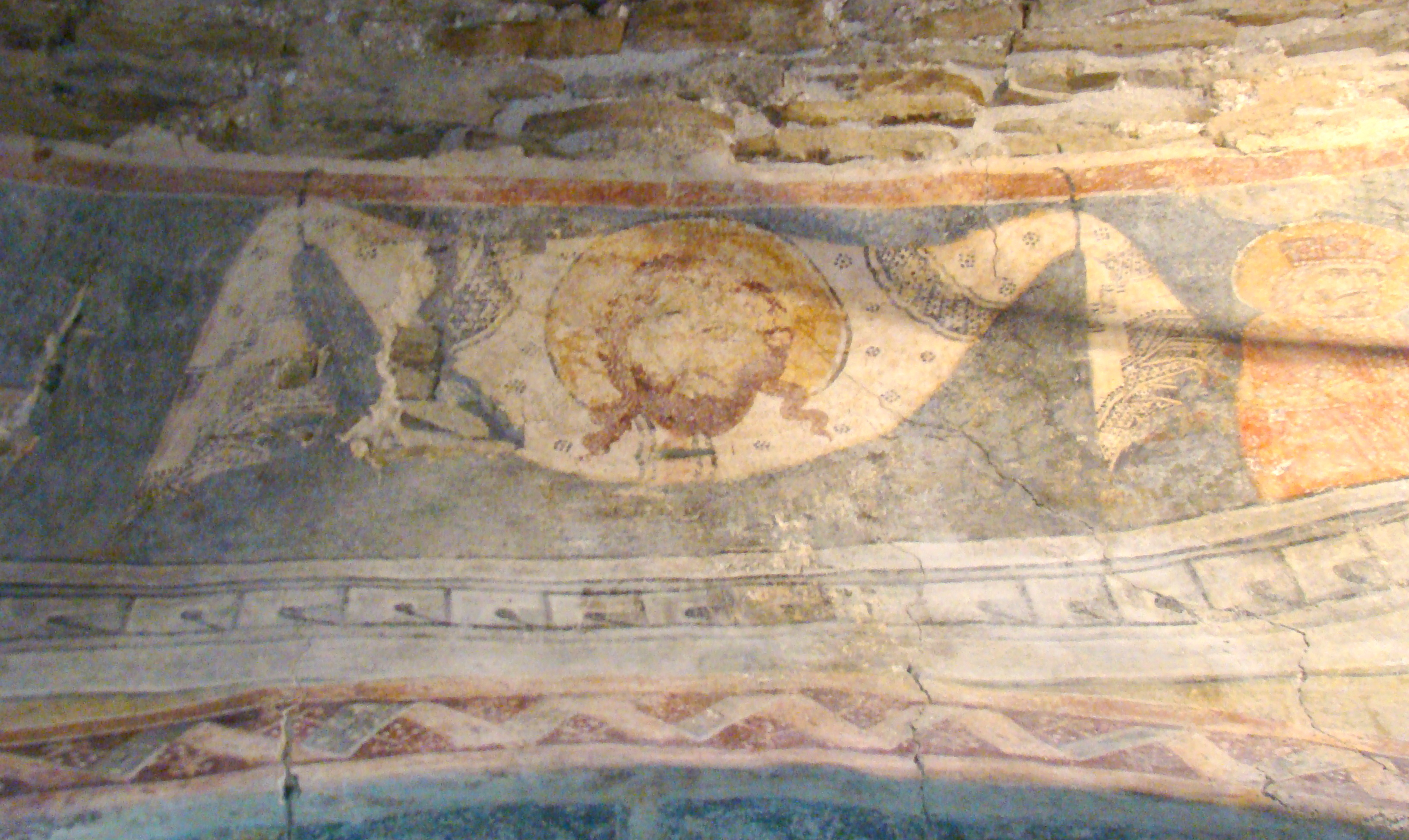
Mandylion (deasupra arcului de triumf) (sec. XV)

Valorosul veșmânt pictural al bisericii, grav deteriorat de scurgerea timpului, a beneficiat, încă din 1871, de o atenție deosebită din partea specialiștilor; în circuitul științific a intrat după 1905. Cu ocazia săpăturilor arheologice și a decapărilor din anii 1961-1962, au fost scoase la lumină mai multe scene, acoperite până atunci cu un strat gros de var. Analiza stilistică a ansamblului permite evidențierea prezenței a trei meșteri zugravi, doi dintre ei lucrând - se pare - concomitent. Meșterul principal, autorul picturilor întregului altar, al primelor două registre superioare din naos și al icoanei de hram, și-a înscris numele în partea de sus a pilei din stânga intrării în biserică: „A pictat Ștefan”, inscripție completată cu o alta, tot în slavonă, aflată sub fereastra de pe latură sud-estică a absidei altarului: „... la anul 6952 [1443 n.n.] luna octombrie 23 s-a pictat [biserica cu hramul] Sfântul Nicolae ... jupâneasă și fetelor ... Amin”. 
Monumentalitatea viziunii personajelor redate, desenul ferm, dar generos, și mai ales atitudinea, veșmintele și tipologia reprezentării ierarhiilor din altar impun concluzia că meșterul Ștefan a fost un exponent al artei medievale sud-carpatice, format în tradiția picturală a mănăstirii Basarabilor de la Curtea de Argeș. Alt zugrav, poate un ajutor al lui Ștefan, aparținând cu siguranță mediului artistic local, este autorul registrului inferior al picturilor.
Ansamblul mural, databil din secolul al XV-lea, pare a fi o donație a cnezilor din familia Mănjina, deseori pomeniți în documentele vremii, atât în legătură cu convocarea unor scaune de judecată, cât și în contextul nesfârșitelor campanii antiotomane întreprinse de regalitatea maghiară. În favoarea acestei ipoteze vin trei însemnări slavone de pe stâlpii centrali ai navei. Una datează din anul 1566, atestând moartea jupânului Andriaș Mănjina: „În anul 7074 [1566 n.n.] a răposat jupân Mănjina Andriaș, luna februarie 10”; celelalte două sunt nedatate și incomplete: „Ruga robului lui Dumnezeu, jupân ...” și „Ruga robului lui Dumnezeu, jupân Crăstia Mușat”. La sfârșitul secolului al XVIII-lea, potrivit unei inscripții în româno-chirilice, a fost pictat iconostasul de lemn al bisericii: „1789, popa Simeon zugr[av]”. Aceluiași meșter i se datorează, probabil, și decorul mural care împodobea odinioară peretele apusean al naosului, înfățișând o amplă „Judecată de Apoi”, compoziție de o mare finețe artistică, distrusă însă în cea mai mare parte.
În pofida dispariției unor scene, decorul mural care înfrumuseța odinioară interiorul bisericii poate fi reconstituit în patru registre, într-o dispunere inedită a scenelor și a personajelor. Cele două frize superioare cuprind figuri mai mari, comparativ cu cele din al treilea rând; mult micșorate, acestea corespund, câte două, unei singure figuri din friza superioară. Potrivit aceluiași „descrescendo”, sfinții din registrul de la poala peretelui, reprezentați integral, sunt distribuiți câte trei în dreptul celor patru din aliniamentul imediat superior. Din punctul de vedere al compoziției, figurile de pe cele două rânduri superioare ale laturii de nord a navei reprezintă taumaturgi, fiecare ținând în stânga câte un recipient, iar în dreapta câte o linguriță. Pe latura sudică, la același nivel, este pictată o împărăteasă cu crucea, urmată de o figură bărbătească cu diademă (probabil „Sfinții Împărați Constantin și Elena”) și de o martiră cu o coroană pe cap. Pe rândul următor se distinge chipul unui sfânt luptător, cu un coif ovoidal, corespunzător armurilor medievale; apoi, o mucenițâ tânără cu coroană și o figură deneslușită. În nișa de deasupra ușii, se află reprezentat bustul „Maicii Glykophilousa” (Maica Domnului ținând Pruncul cu capul lipit de obraz) și al „Sfântului Ierarh Nicolae” în odăjdii arhierești.

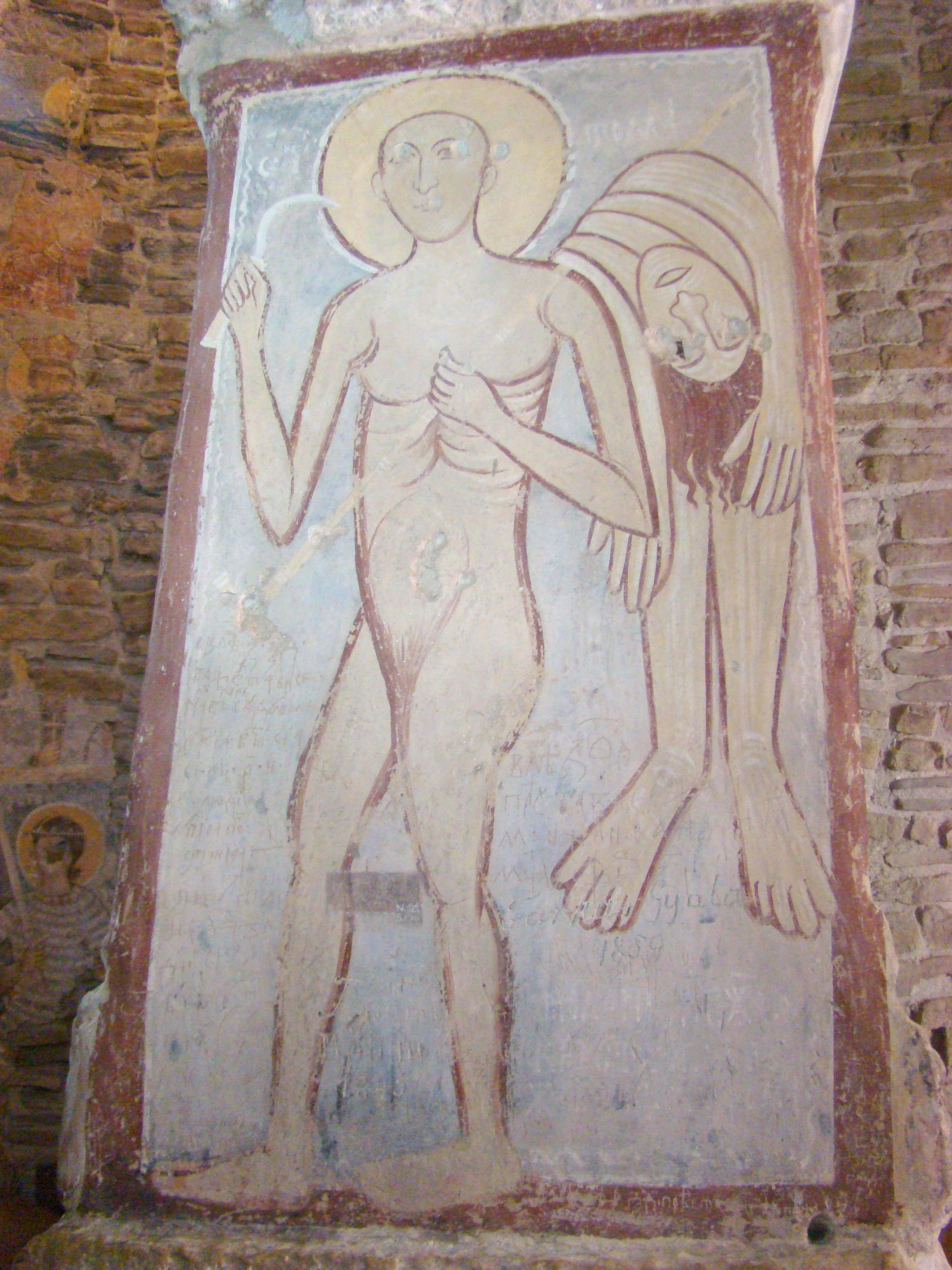
„Sfântul Apostol Bartolomeu” ducându-și pielea pe băț

În altar, pictura s-a păstrat mulțumitor doar la nivelul registrului inferior al pereților; impresionante sunt figurile „Sfinților Arsenie și Atanasie”. Zona centrală a bolții este rezervată „Platiterei” (imagine consacrată a Maicii Domnului cu Pruncul tronând), încadrată de arhangheli și de prooroci; în partea sud-estică a acesteia se găsește un personaj cu barbă și plete albe, posibil un profet. Picturile de pe stâlpi, datorate, probabil, unui zugrav popular local, redau, într-un mod naiv, dar plin de farmec, o imagine a „Sfintei Marina”, martelând un drac, o reprezentare popular-artistică a „Sfintei Treimi” și un „Sfânt Apostol Bartolomeu” ducându-și pielea pe băț. Din secolul al XV-lea data, probabil, și pictura dispărută a „coridorului” de pe latura sudică a bisericii actuale; pereții diaconiconului par să fi fost și ei zugrăviți în vechime. În perioada interbelică, urme de pictură au fost semnalate chiar și la nivelul coloanelor încastrate în pereții bisericii.
Între anii 1566 și 1720, frescele au fost acoperite cu văruieli; bine reprezentate anterior, grafitele slavone și românești din această perioadă lipsesc. Pe baza acestei constatări se poate stabili, cu aproximație, și intervalul cronologic în care lăcașul cult ar fi deservit, în paralel, atât comunitatea ortodoxă, cât și pe cea reformată a nemeșilor locali, trecuți la cultul protestant (calvin - reformat) la sfârșitul perioadei medievale. Potrivit unui document din 20 ianuarie 1702, în acest an, nobilii satelor hațegane Densuș, Ciula Mare, Peșteana, Răchitova și Ostrov au pus bazele unei parohii calvine românești locale, deservită de pastorul maghiar Tokai Istvan. Acesta avea în subordine și filiile Peșteana, Tuștea și Ciula Mare. La începutul secolului al XVIII-lea, străvechiul edificiu revine Bisericii răsăritene ardelene, de-acum unită cu Biserica Romei, fiind înregistrat, ca atare, în recensămintele ecleziastice greco-catolice ale anilor 1733 și 1750. În urma revoltei religioase anticatolice conduse de călugărul de origine bosniacă Sofronie de la Cioara, potrivit datelor transmise de catagrafia Buccow din 1761-1762, biserica a fost luată românilor uniți și trecută ca fiind neunită. Între timp, lăcașul de cult, a revenit Bisericii Române Unite, fiind menționat în tabelele conscripției din anii 1829-1831 și în protocoalele „vizitațiunilor canonice” ale ierarhilor din Episcopia Lugojului, din a doua jumătate a secolului al XIX-lea. După anul 1948, în urma interzicerii de către statul român comunist a Bisericii Române Unite cu Roma (greco-catolică), biserica din Densuș fost preluată de Biserica Ortodoxă Română .

## Imagini din exterior

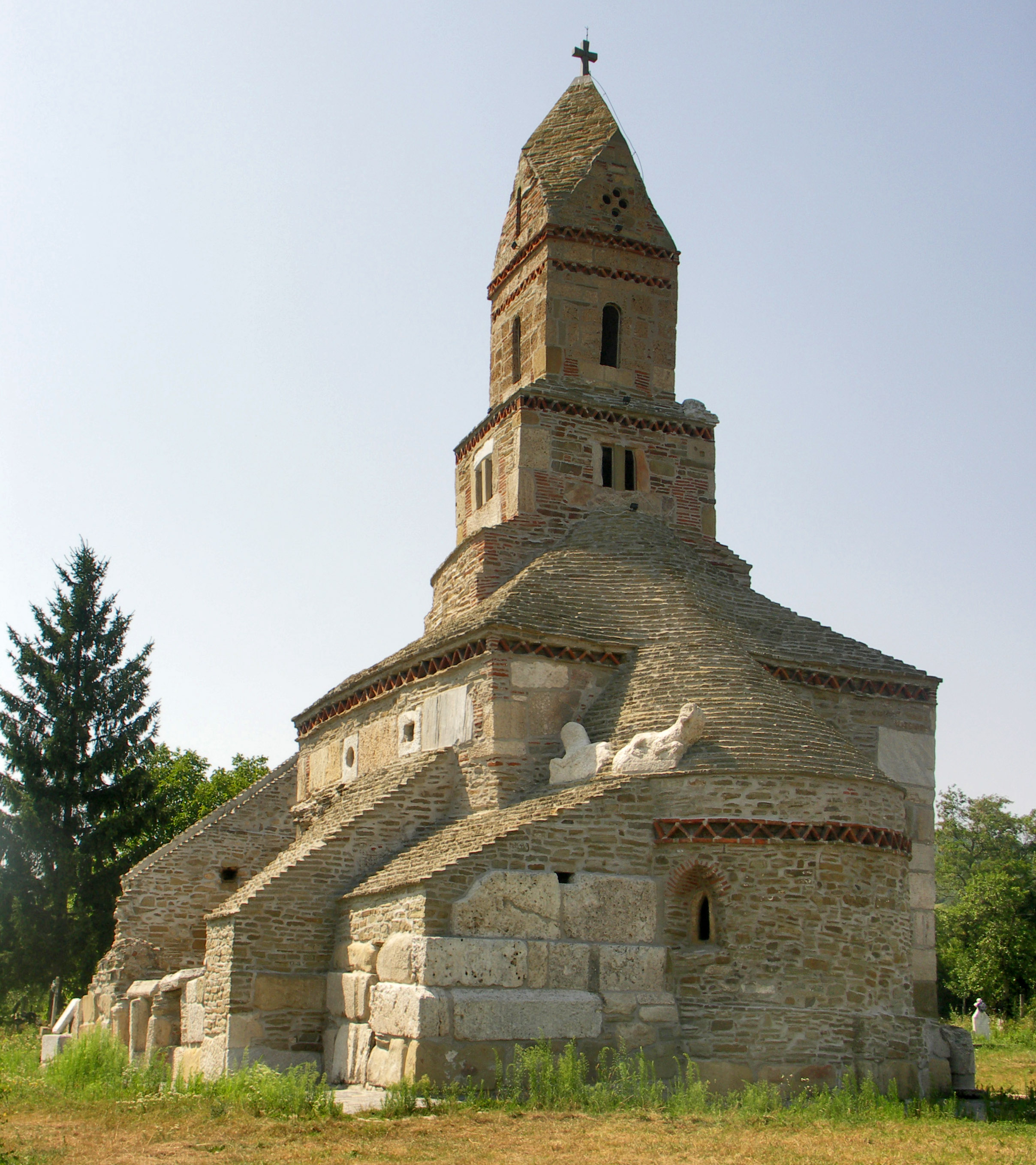
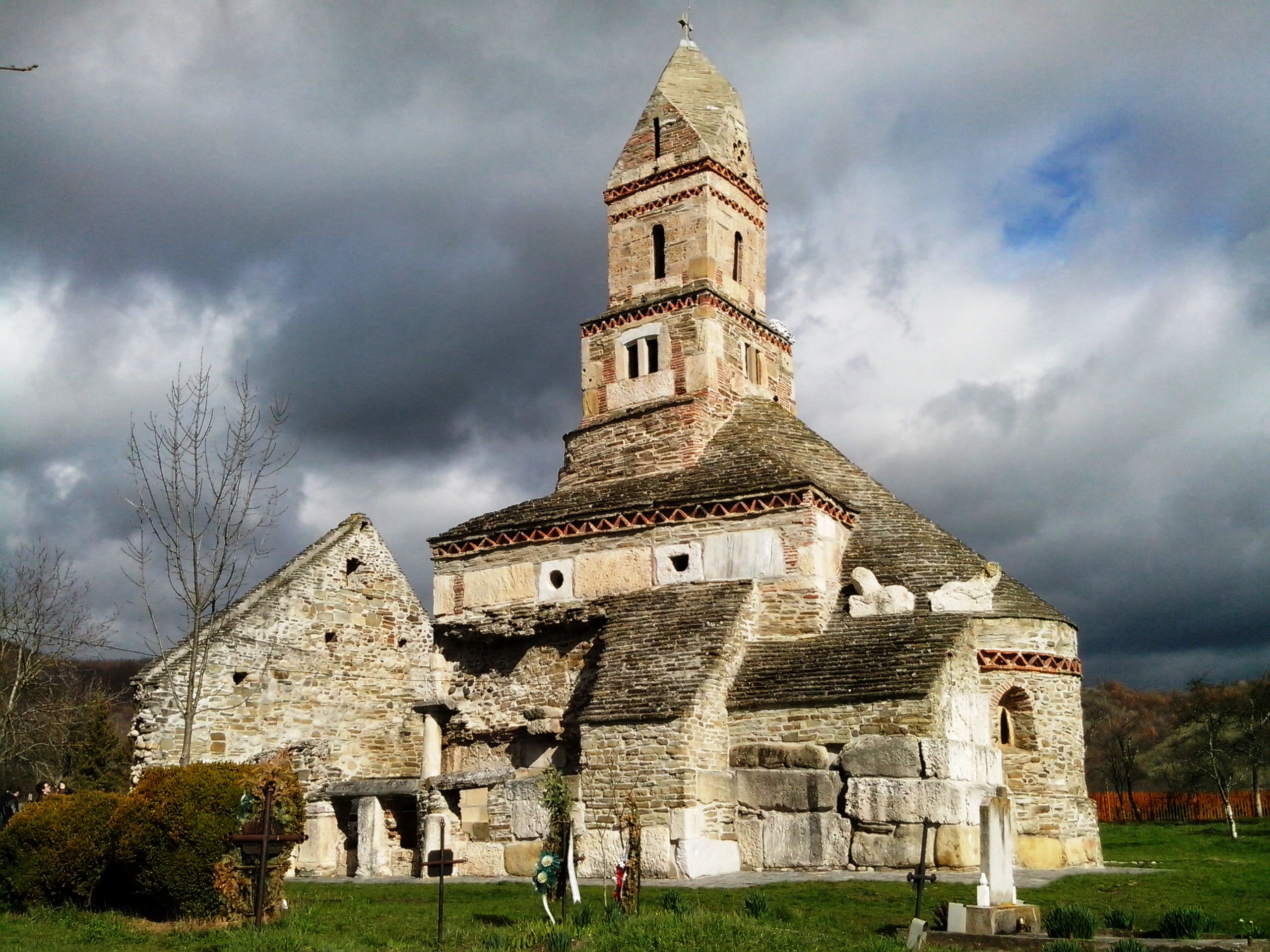
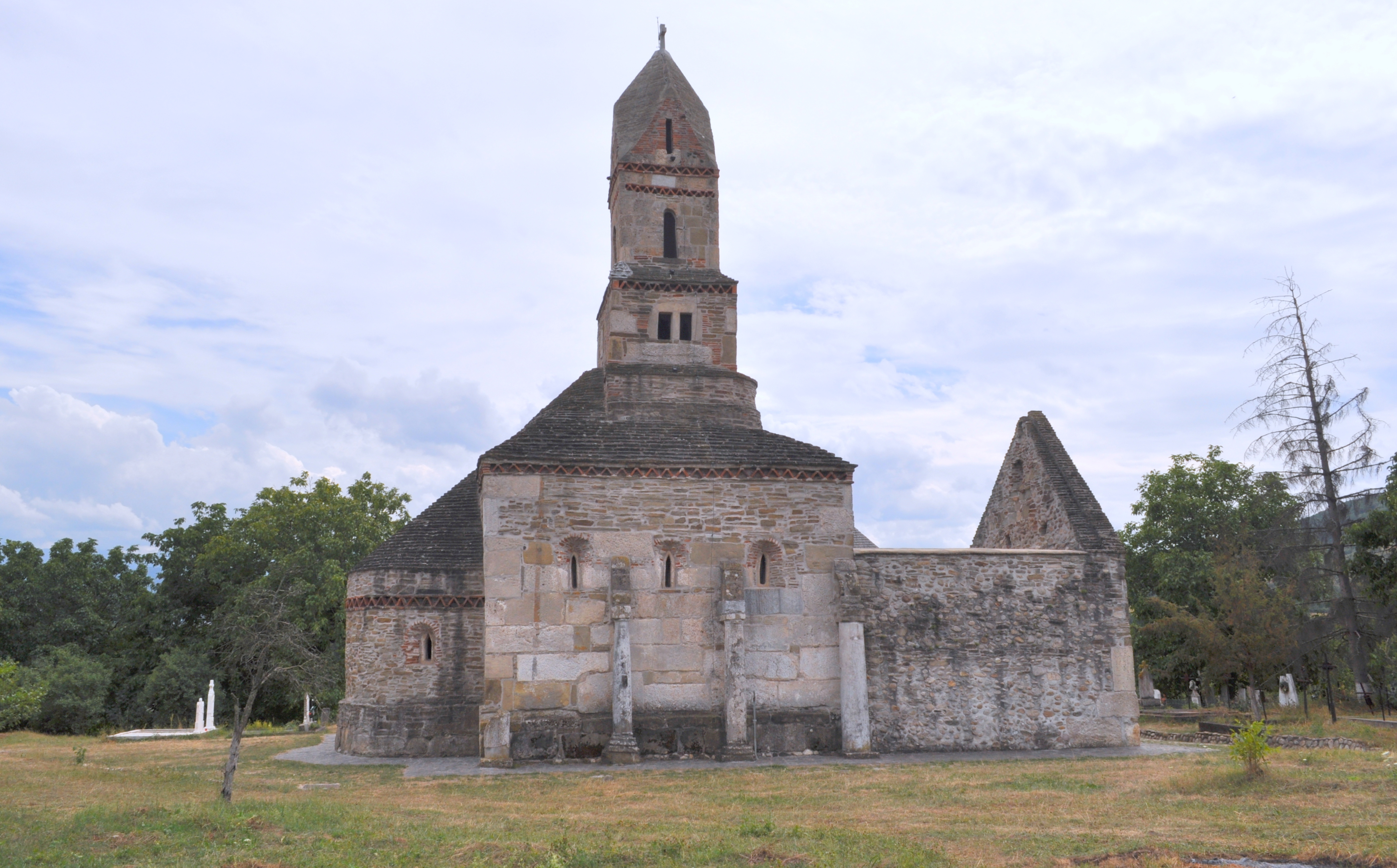
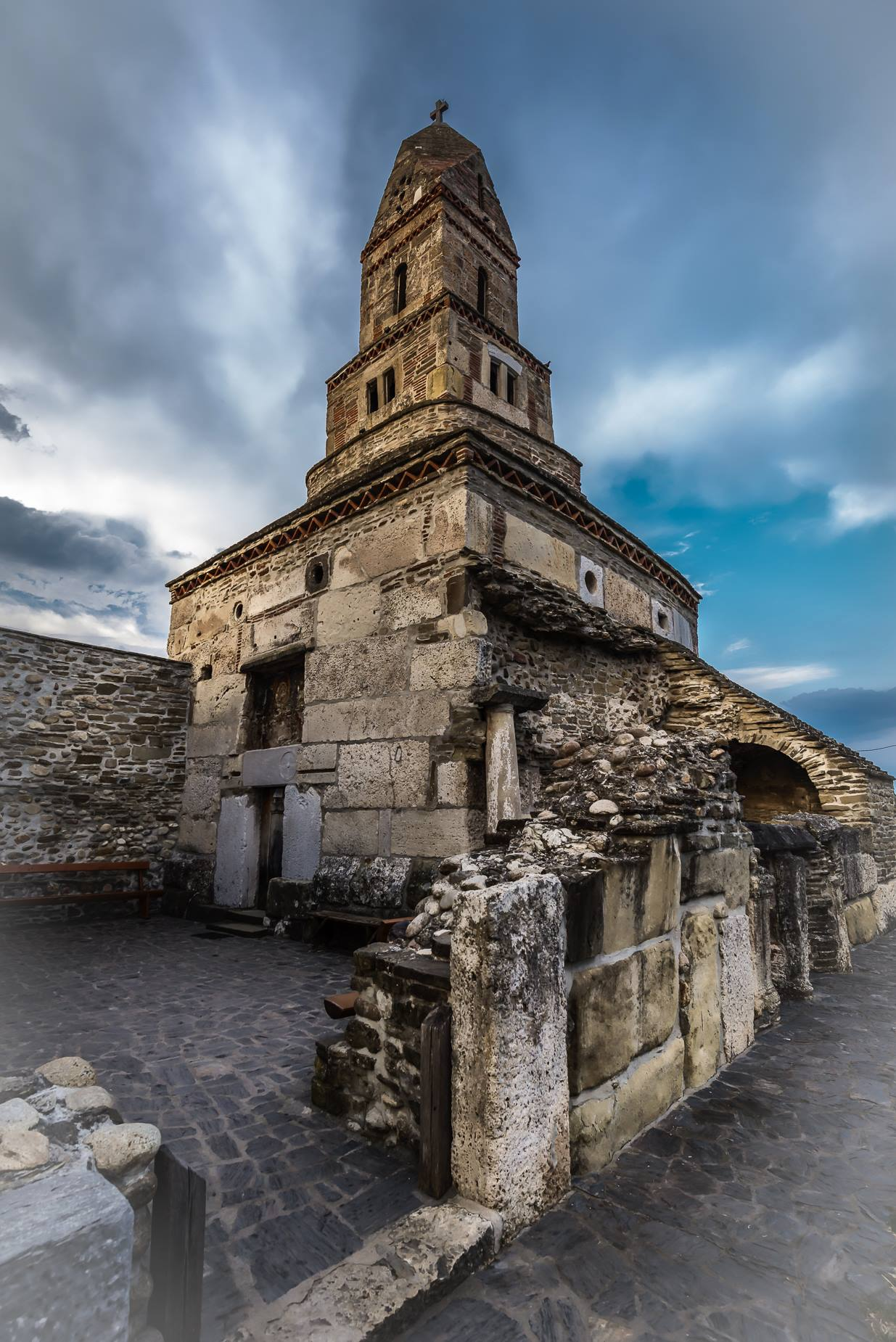
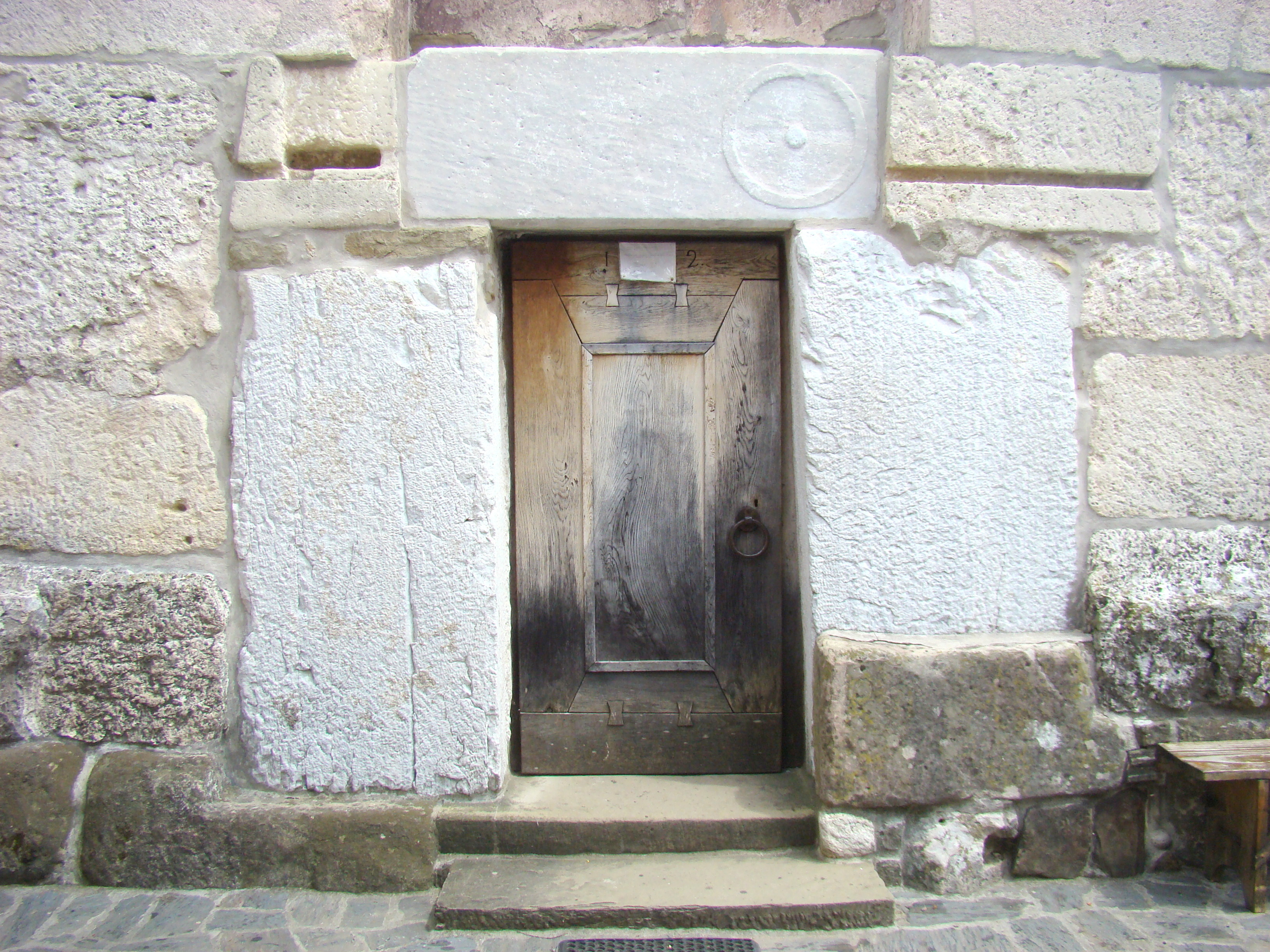
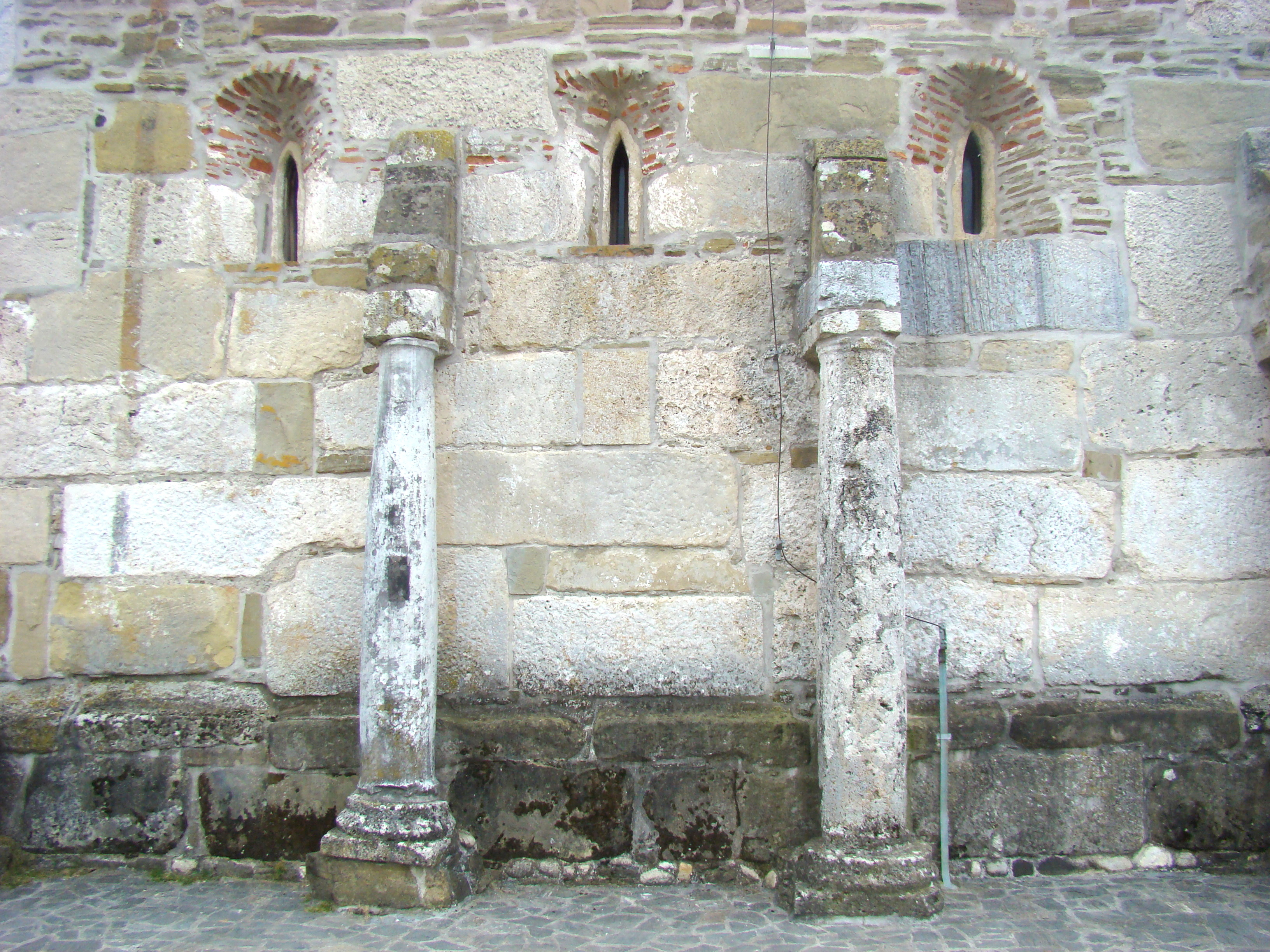
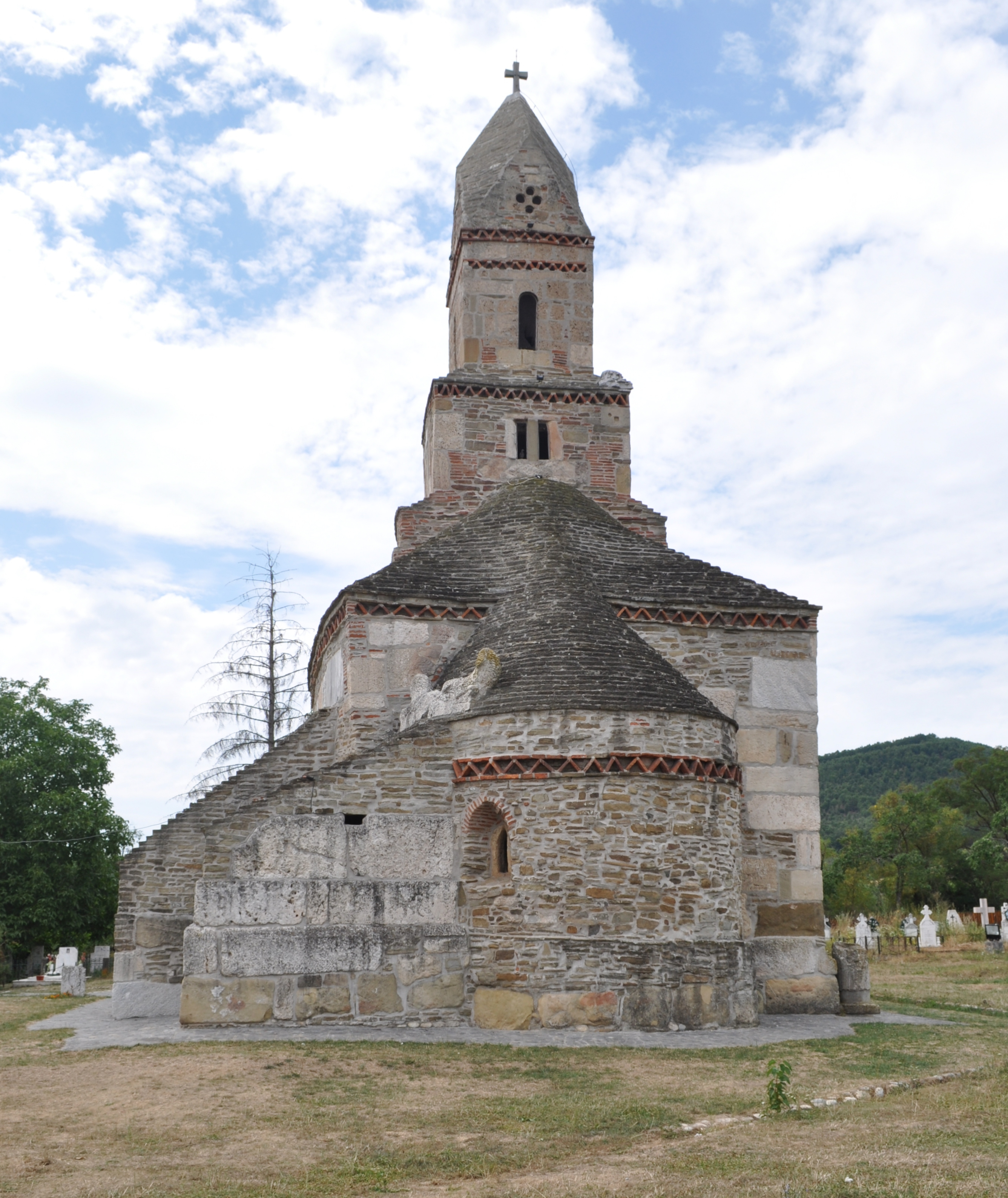
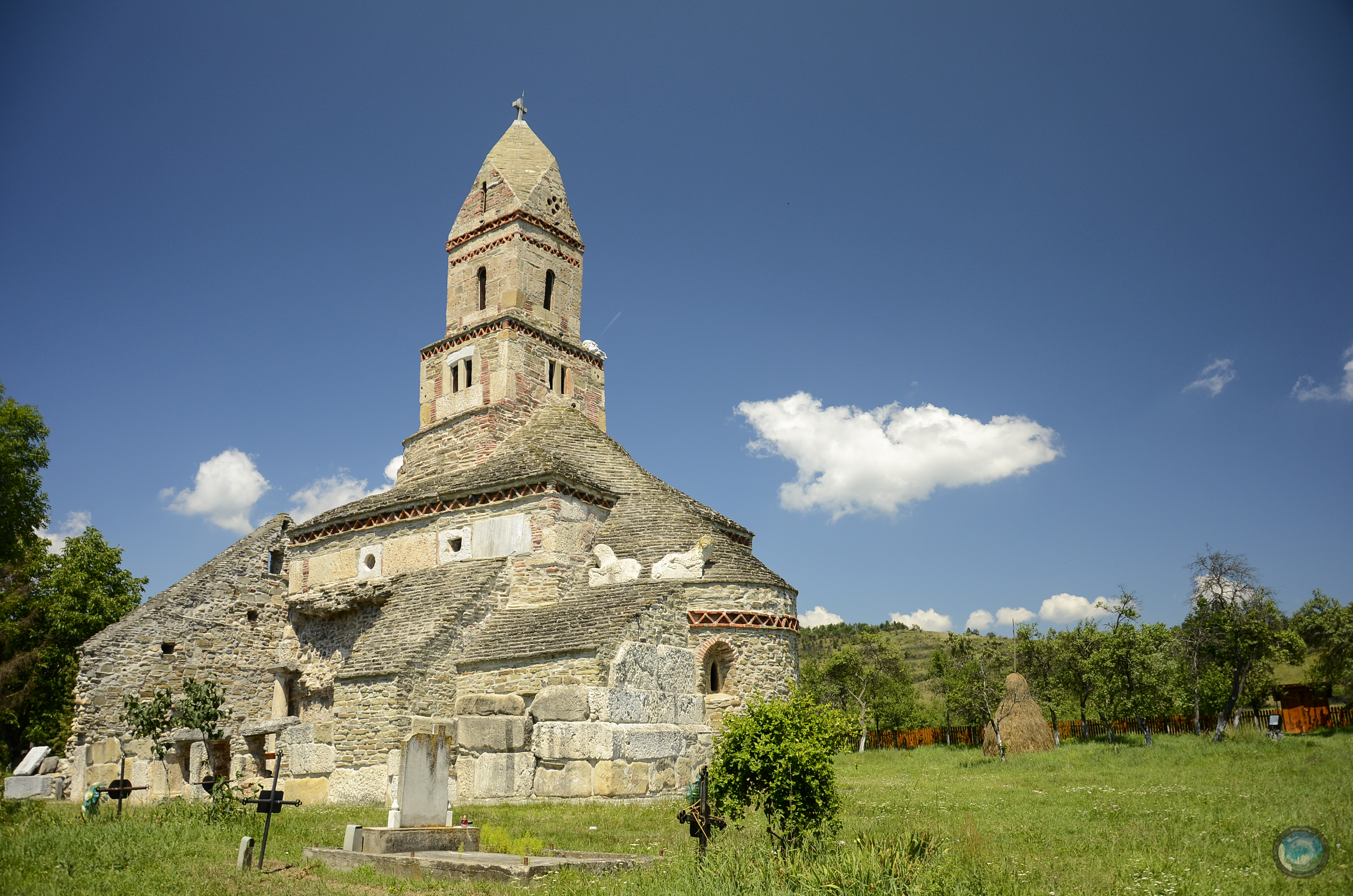
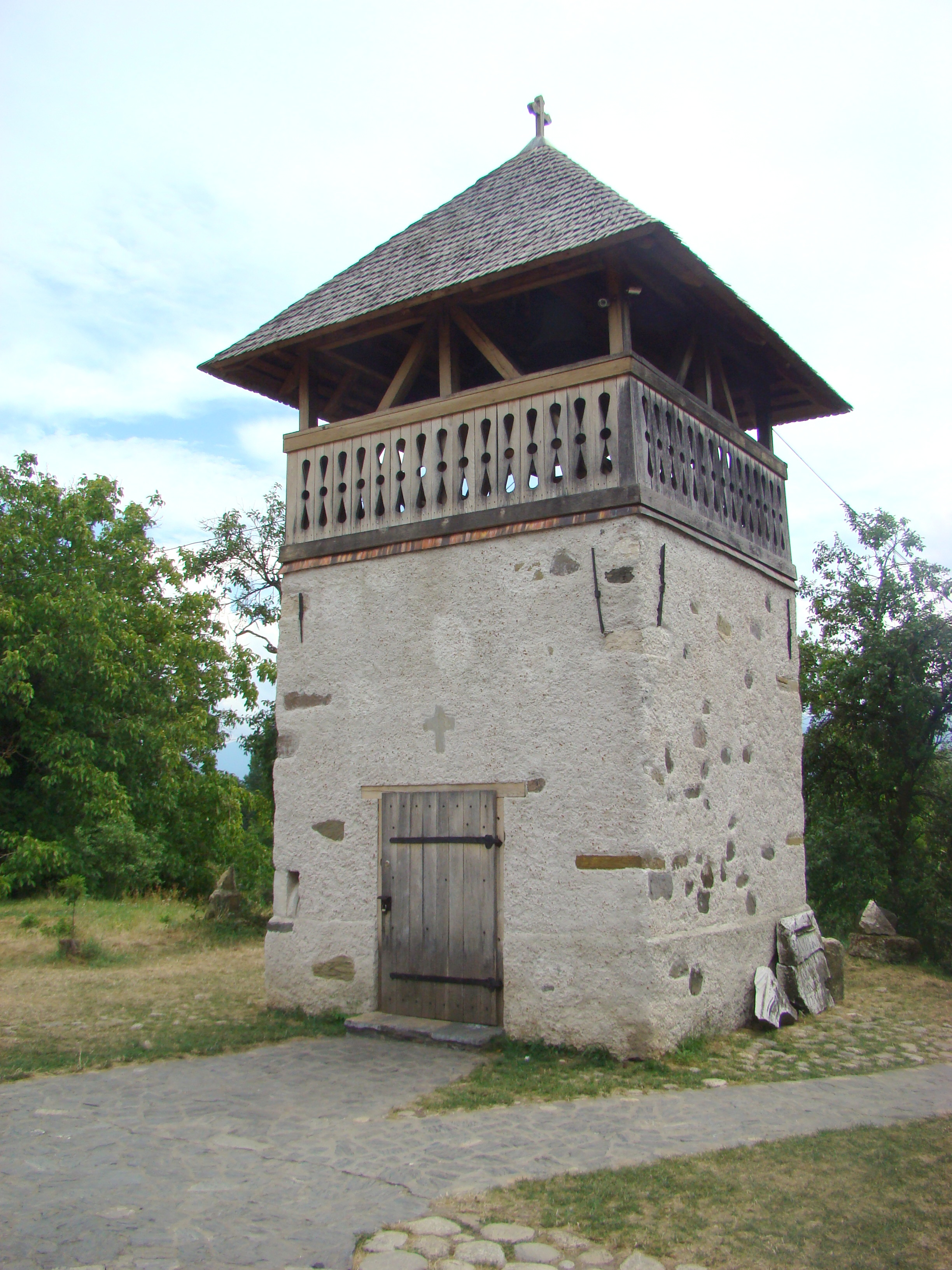
Clopotnița

## Imagini din interior

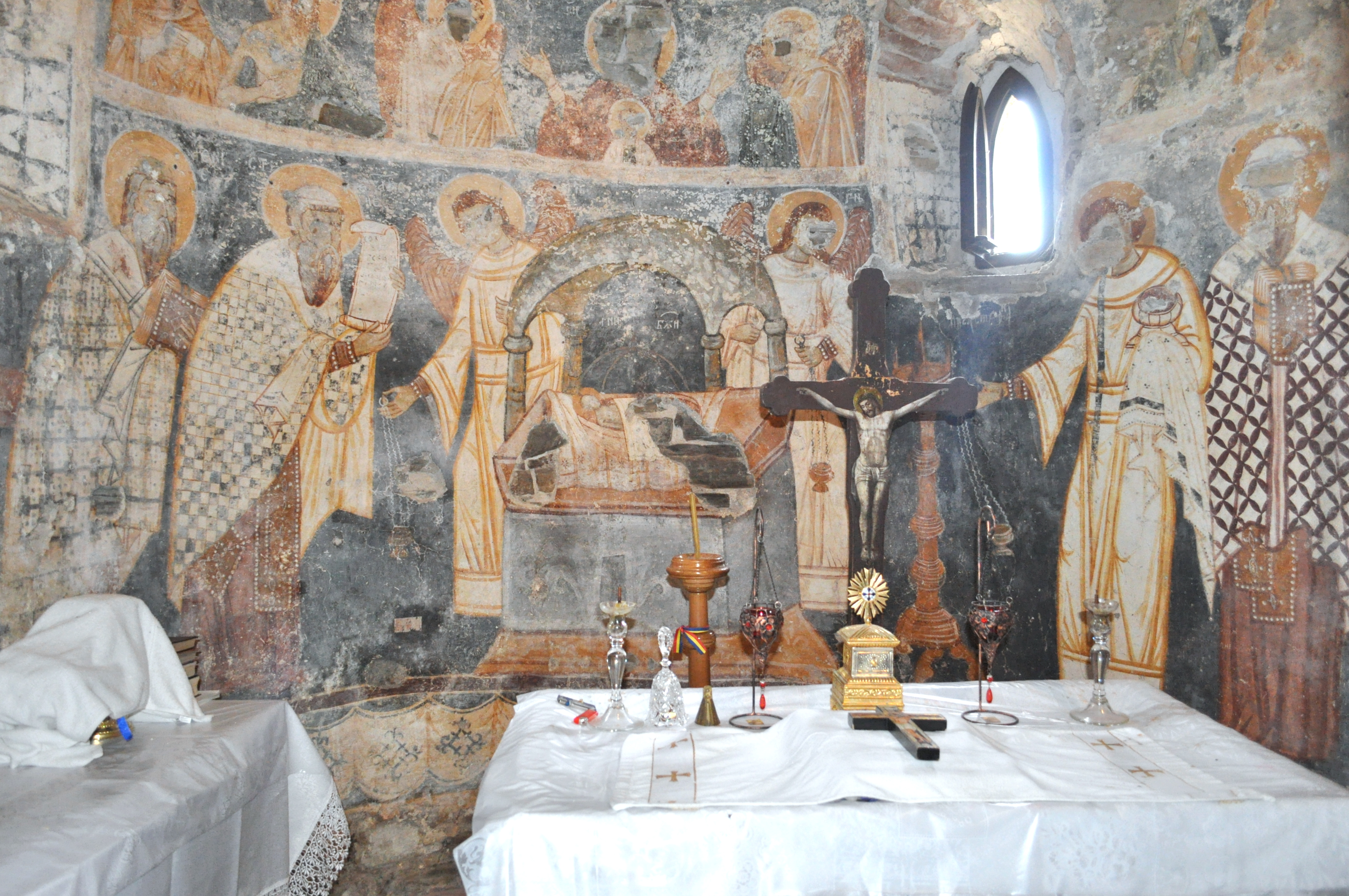
Registrul inferior al altarului
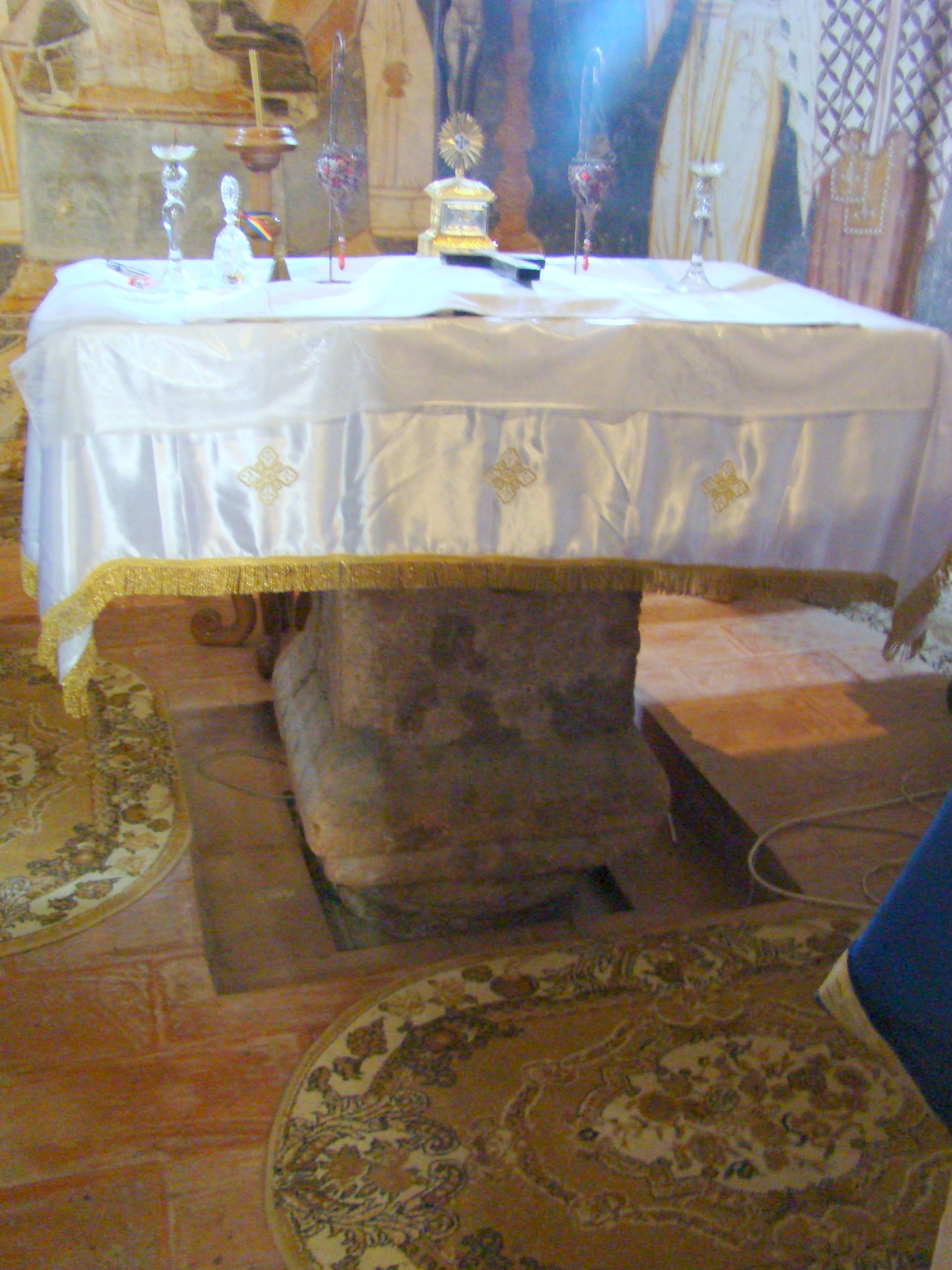
Masa altarului
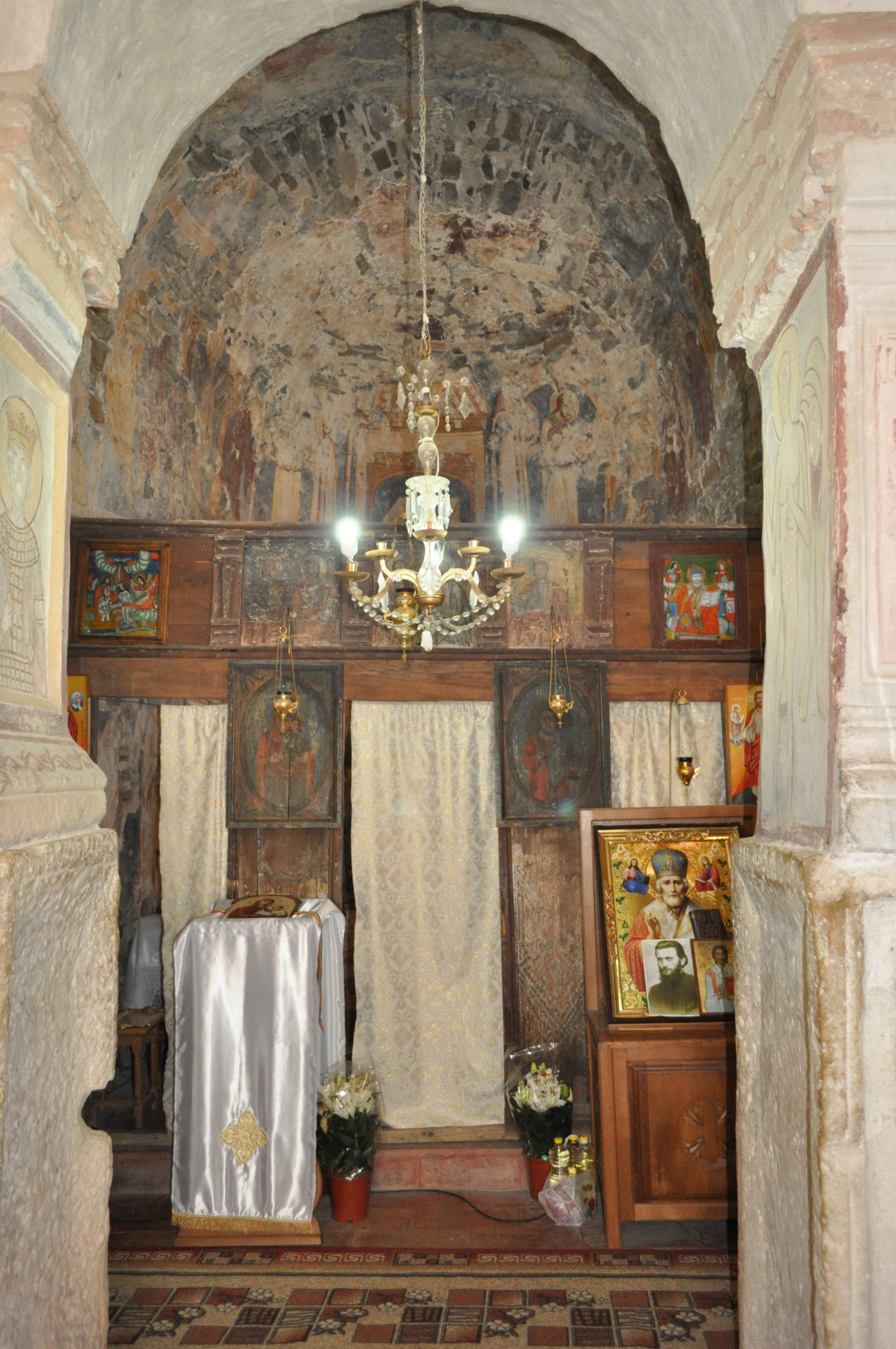
Nava spre iconostas
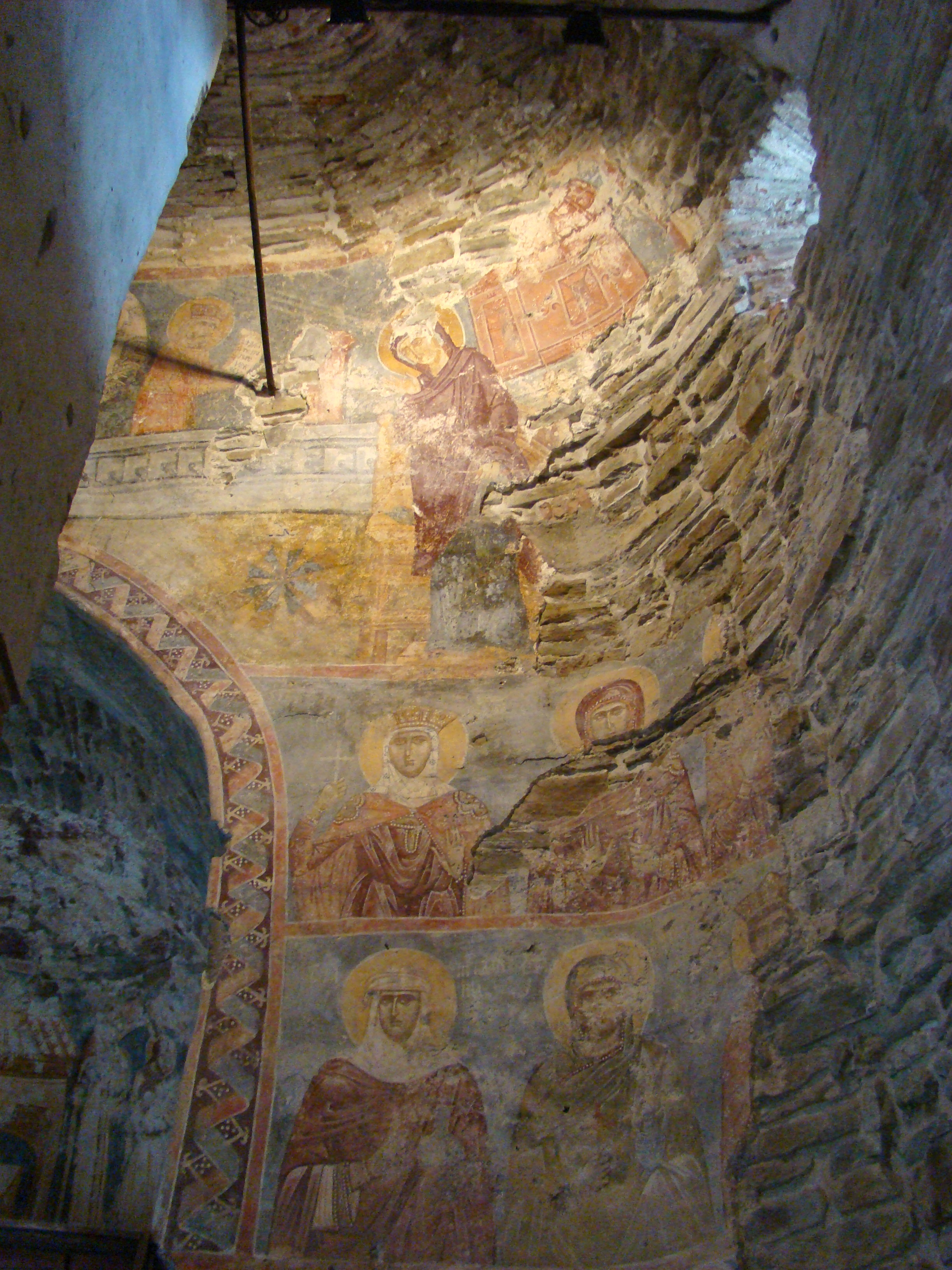
Pictura peretelui estic al navei (dreapta) cu fragment din Buna Vestire (sus) și figuri de sfinte (sec. XV)
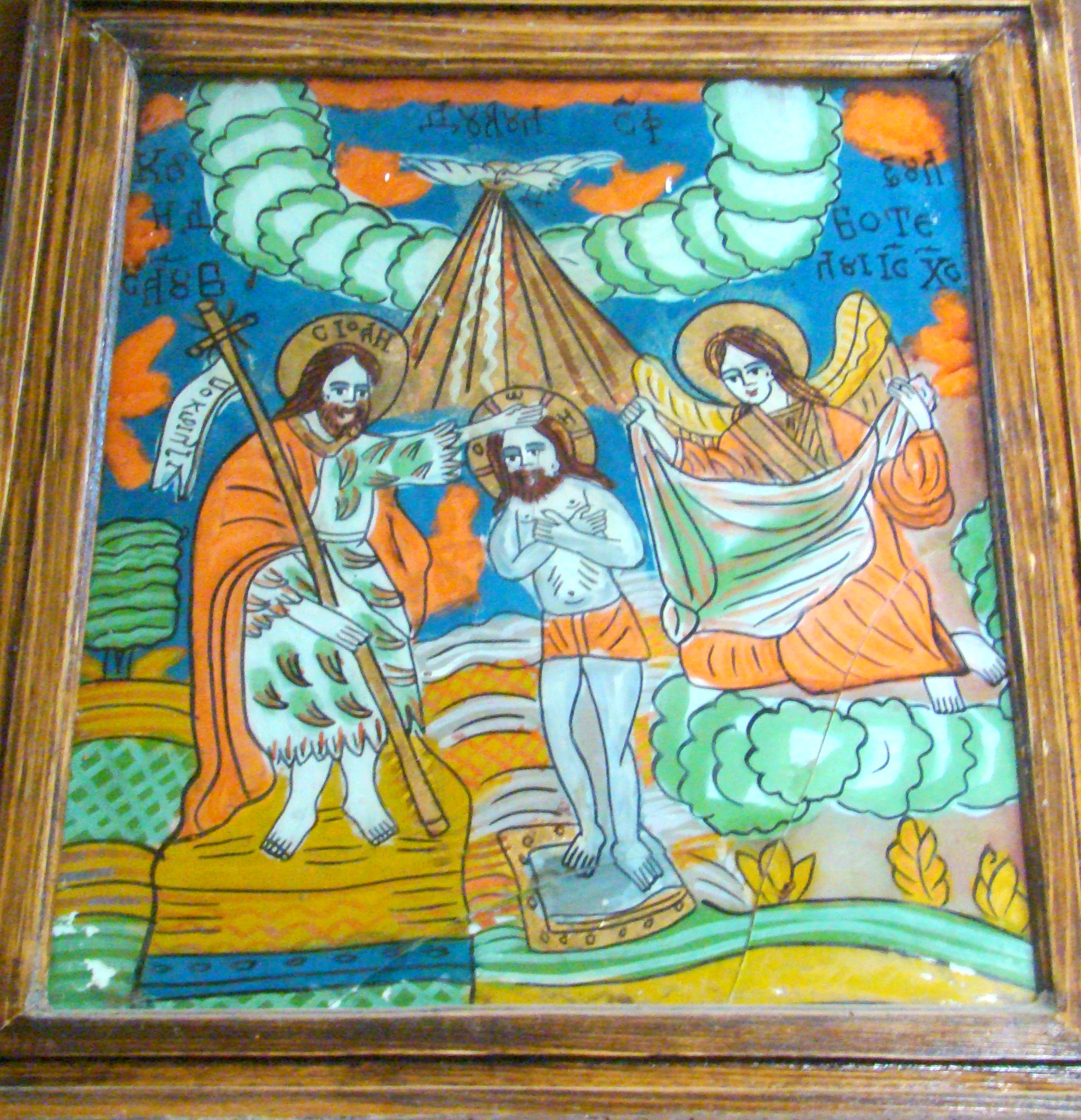
Icoană pe sticlă: „Botezul Domnului”
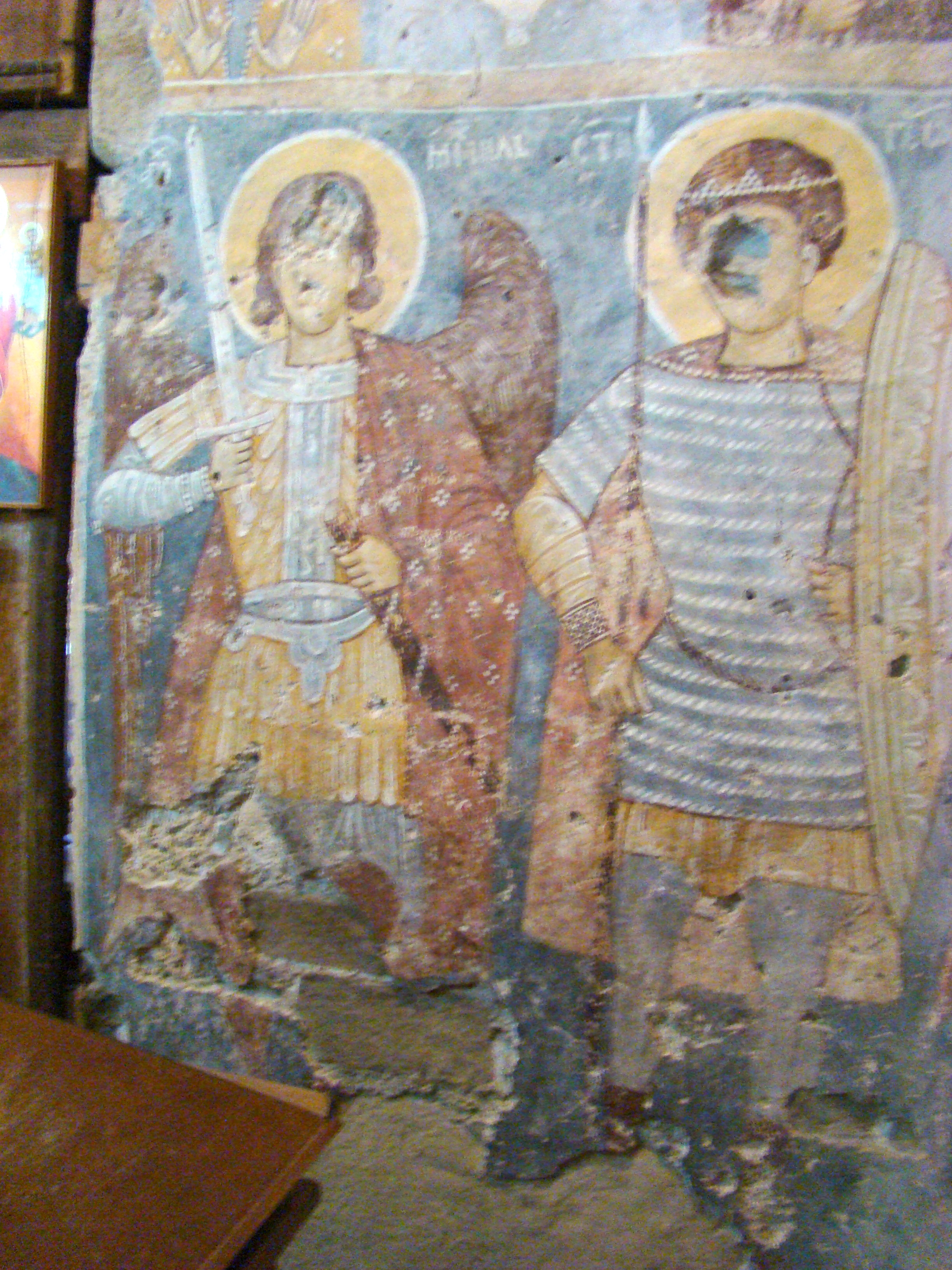
Sfinți militari din registrul inferior al peretelui estic al navei (dreapta) (sec. XV)
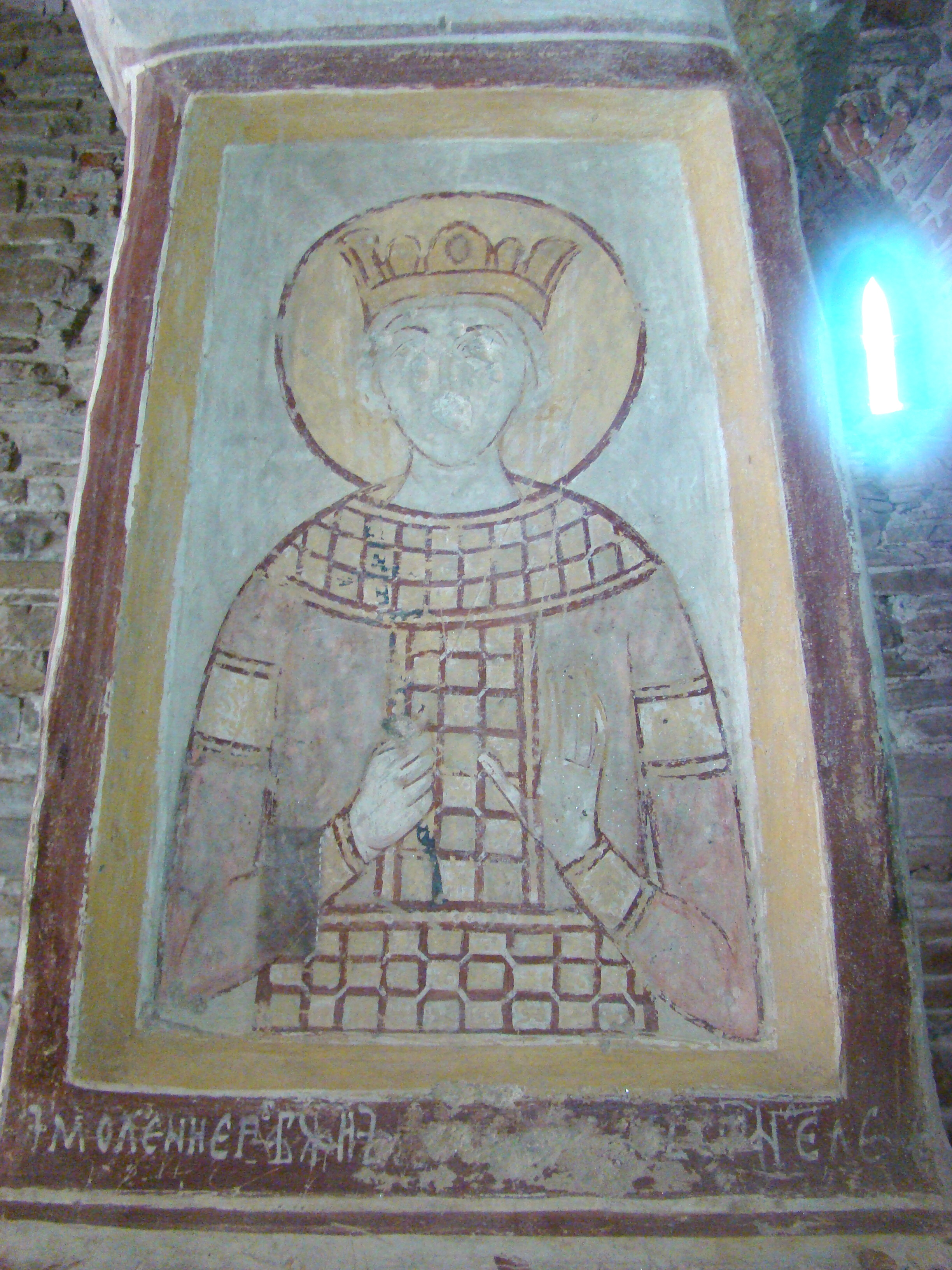
Sfânt martir și inscripții pe fața sudică a stâlpului estic din partea stângă a  navei (sec. XV)
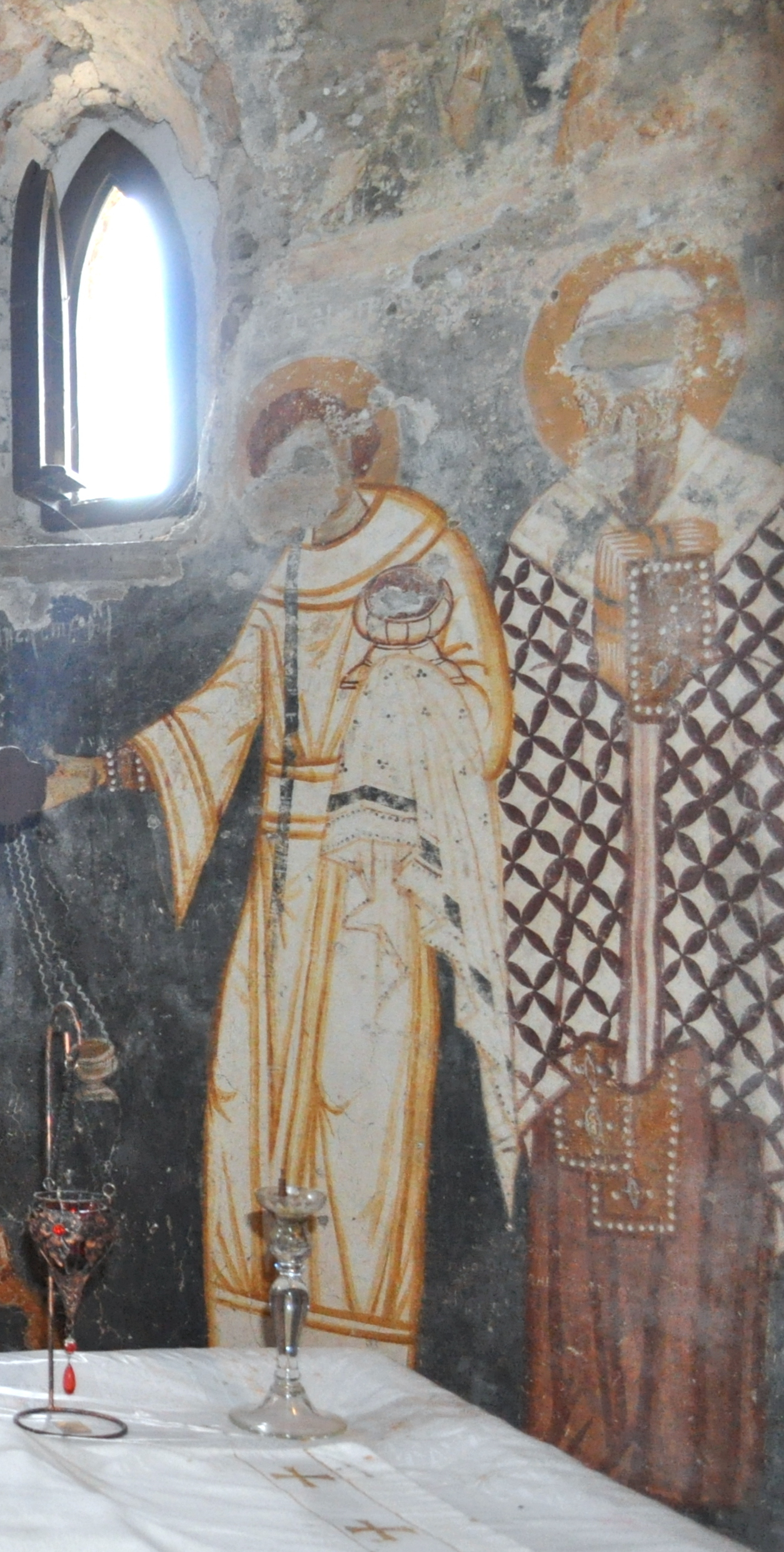
Registrul inferior al altarului: teorie de mari ierarhi și diaconi – fragment  din dreapta
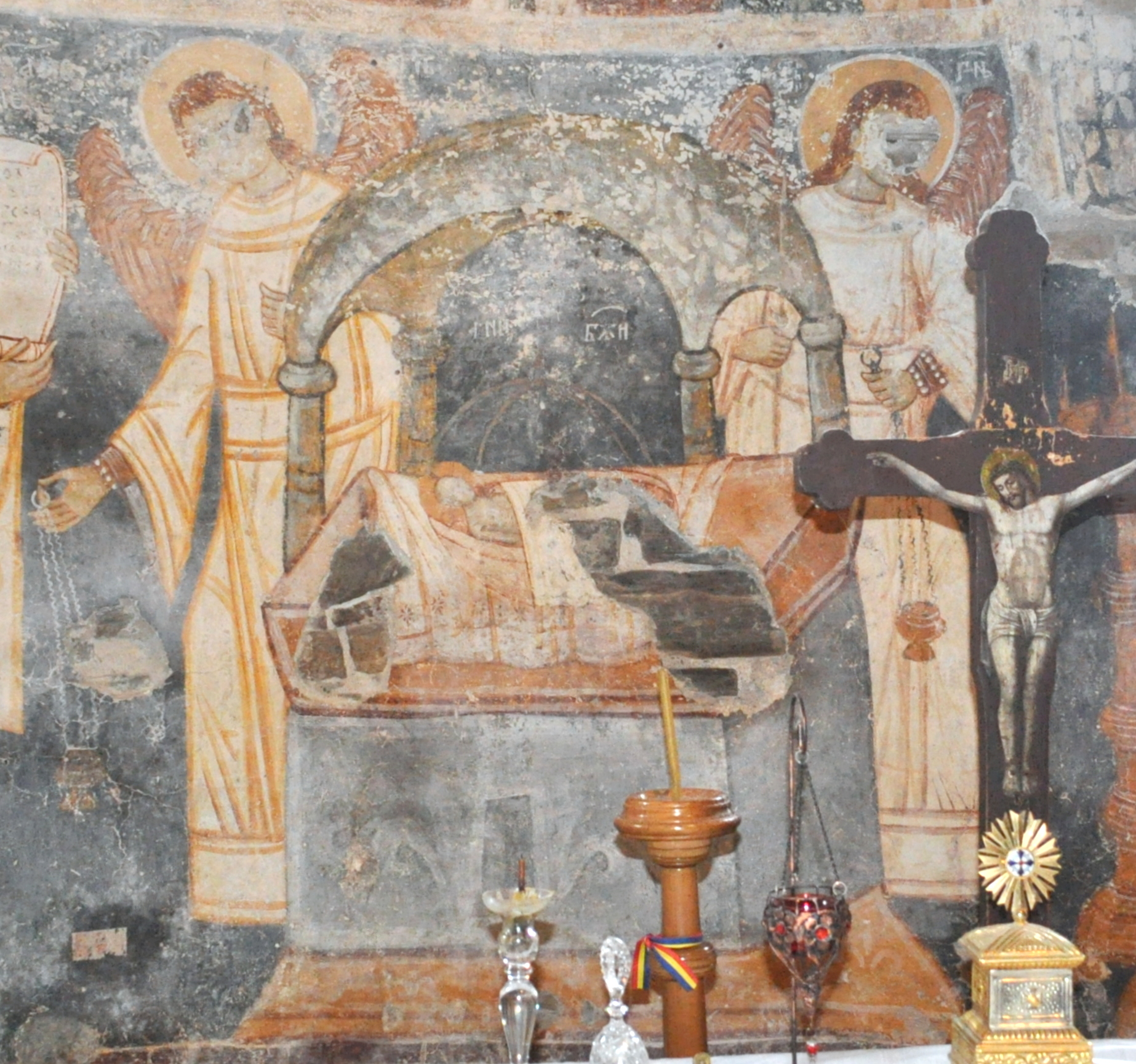
Registrul inferior al altarului, zona centrală: Isus prunc în patenă încadrat de îngeri diaconi cădelnițând (sec. XV)
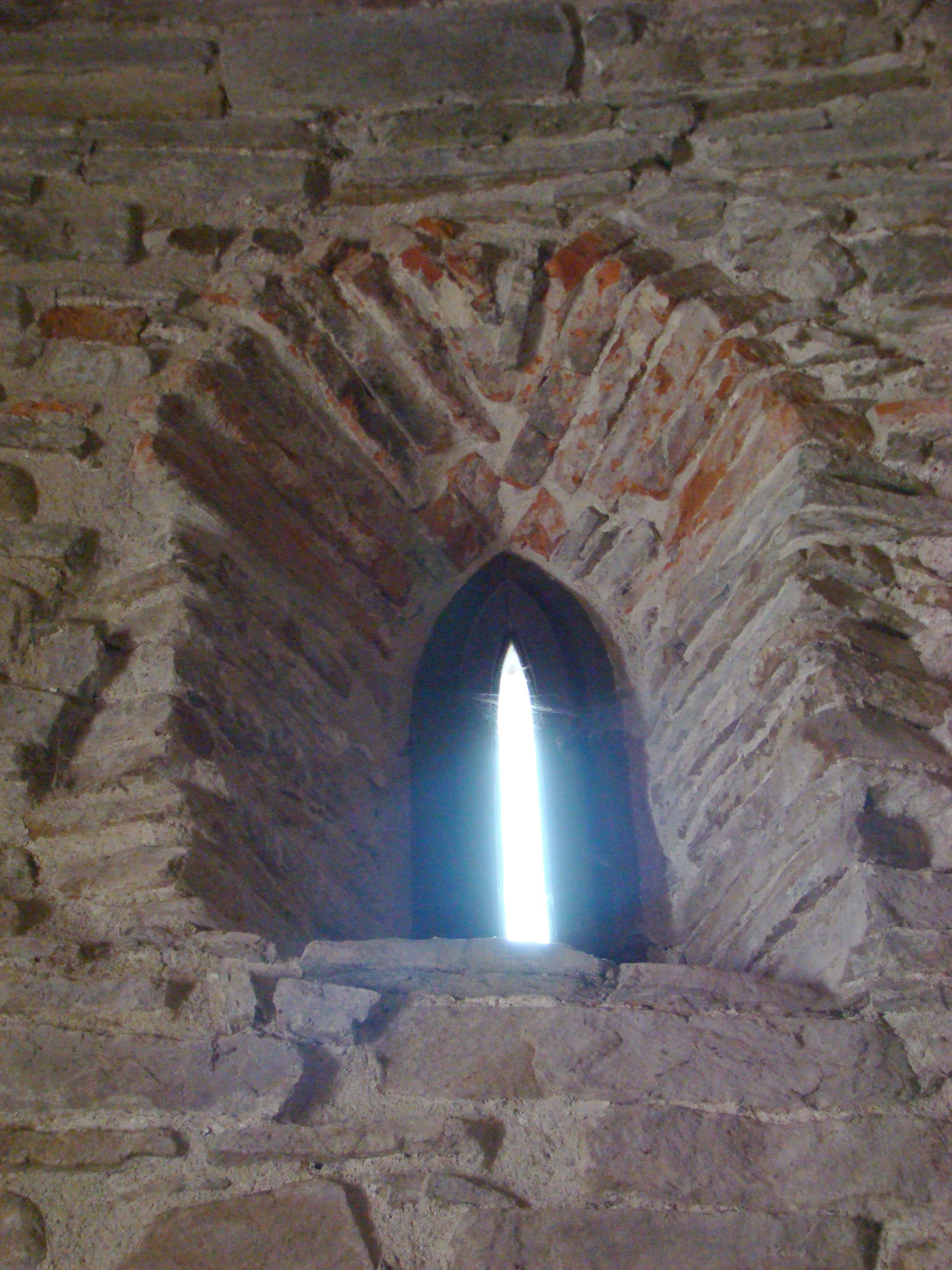
Fereastră

## Galerie de imagini, septembrie 2009

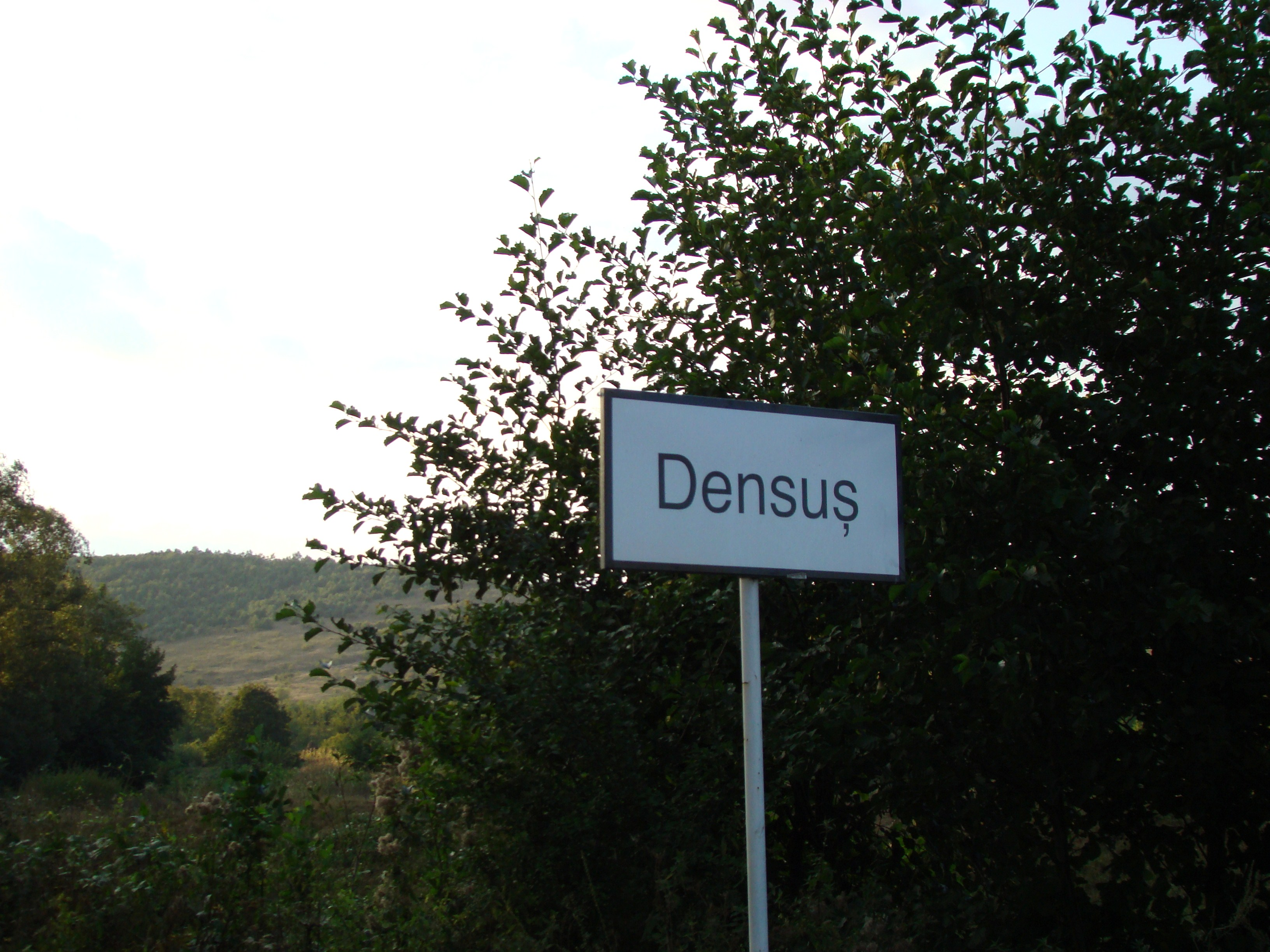
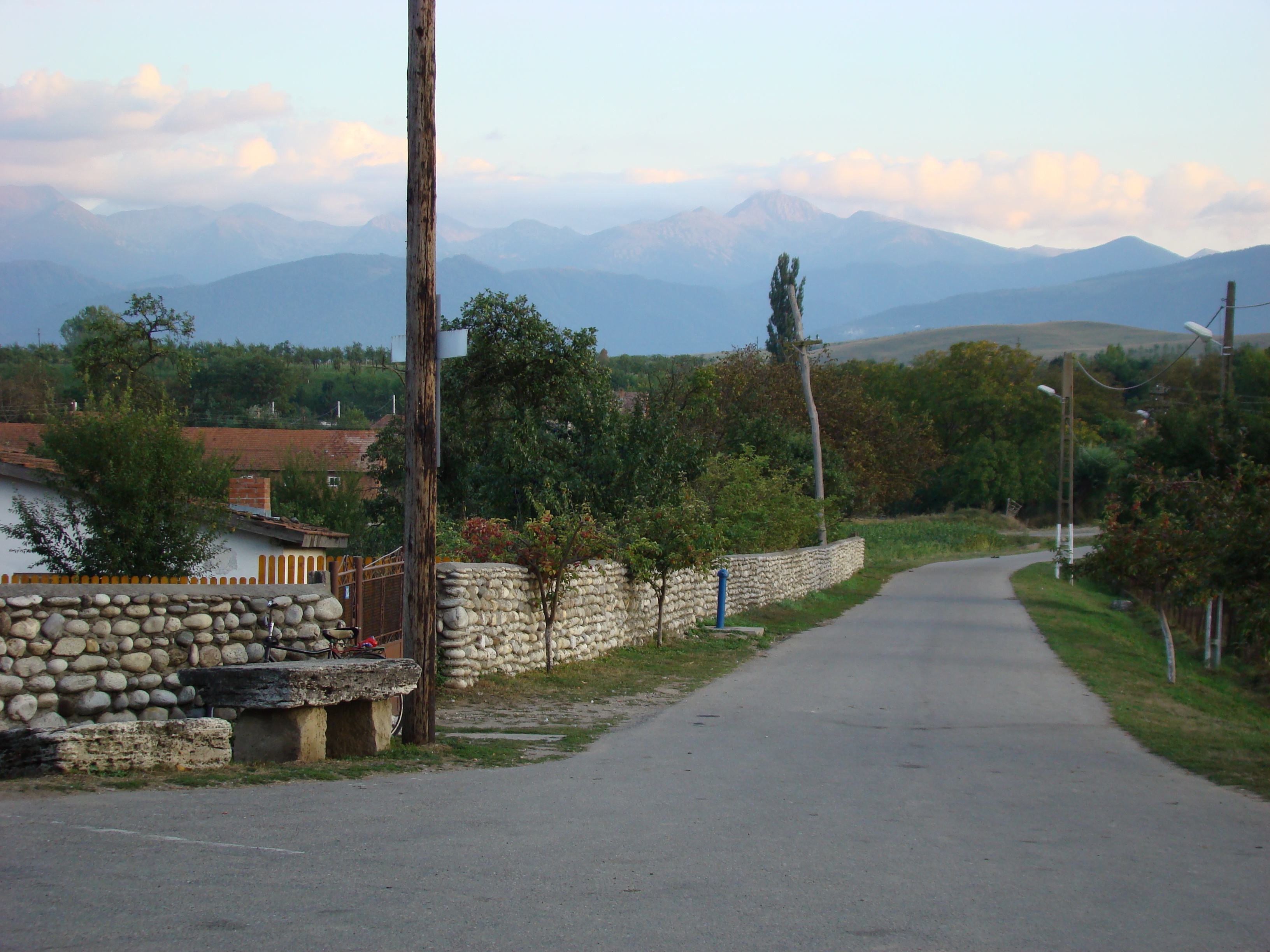
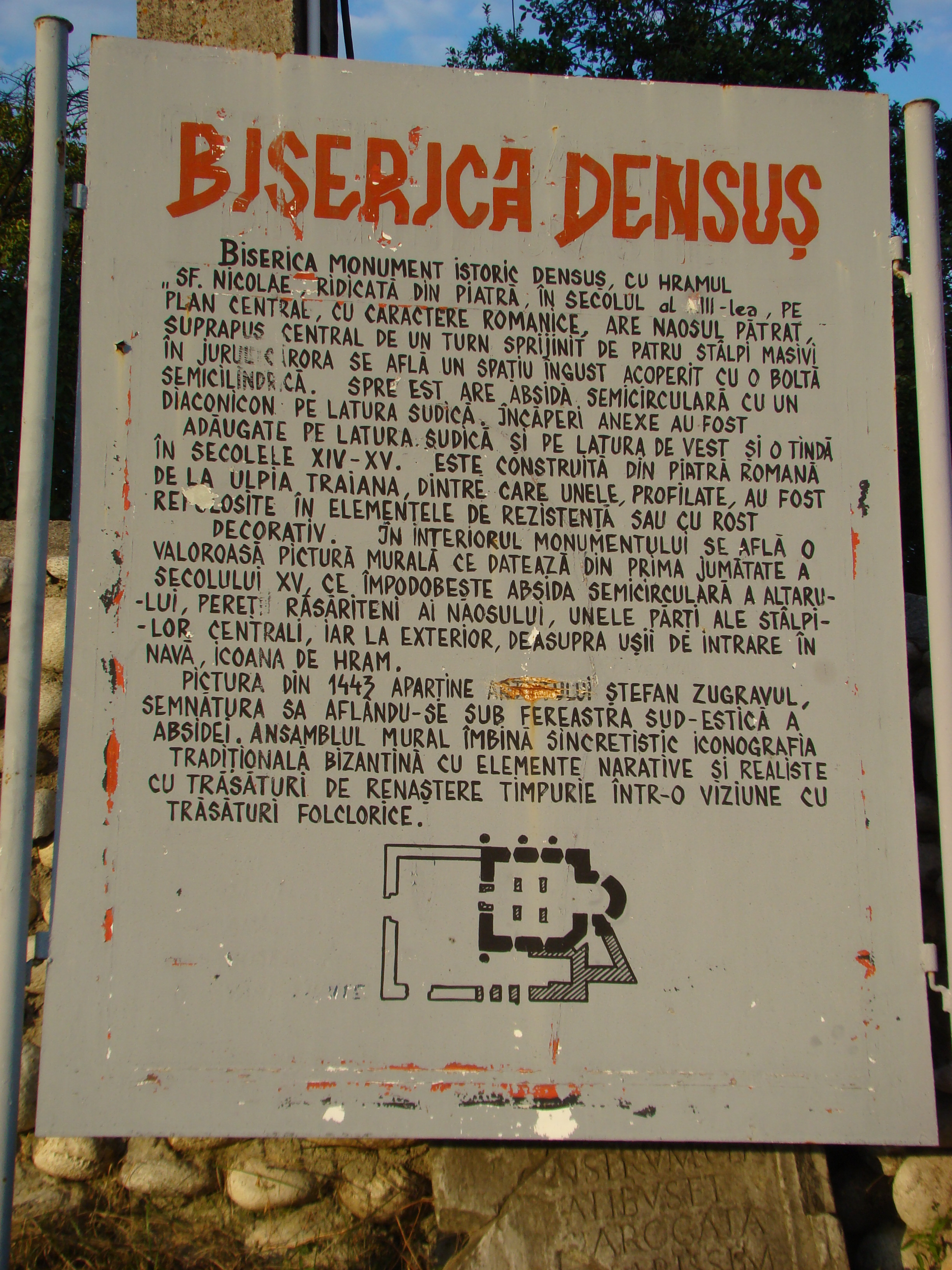
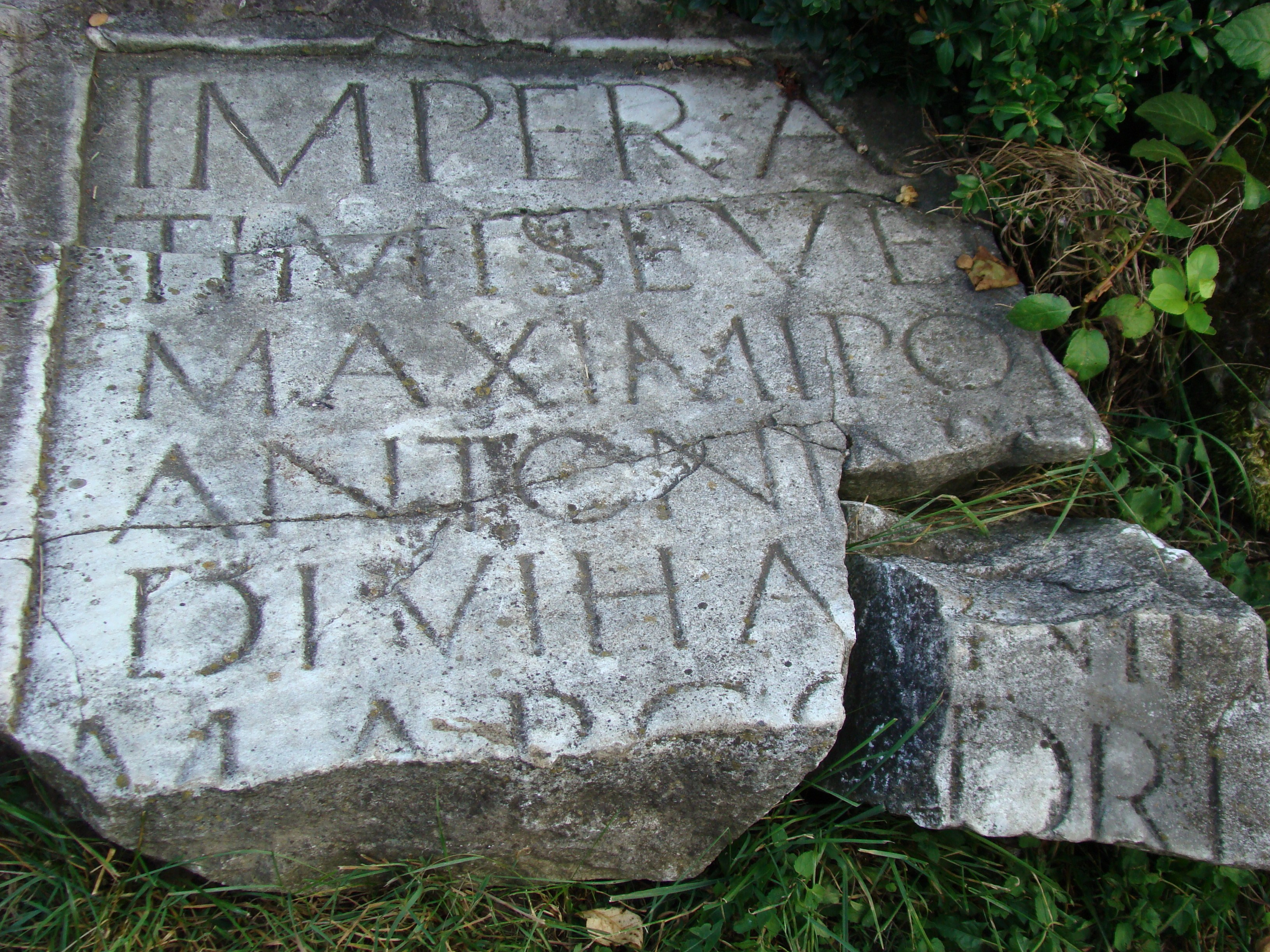
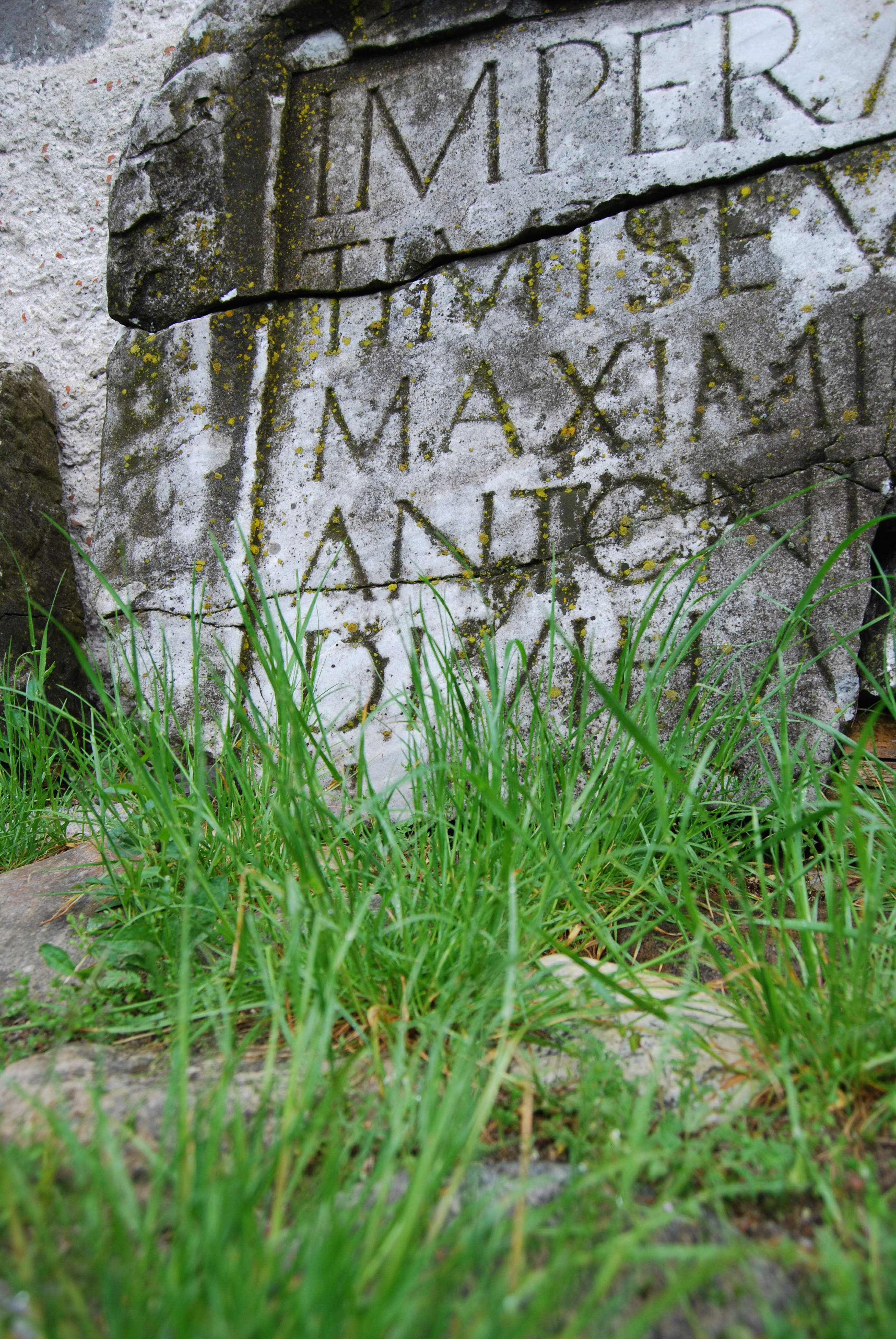
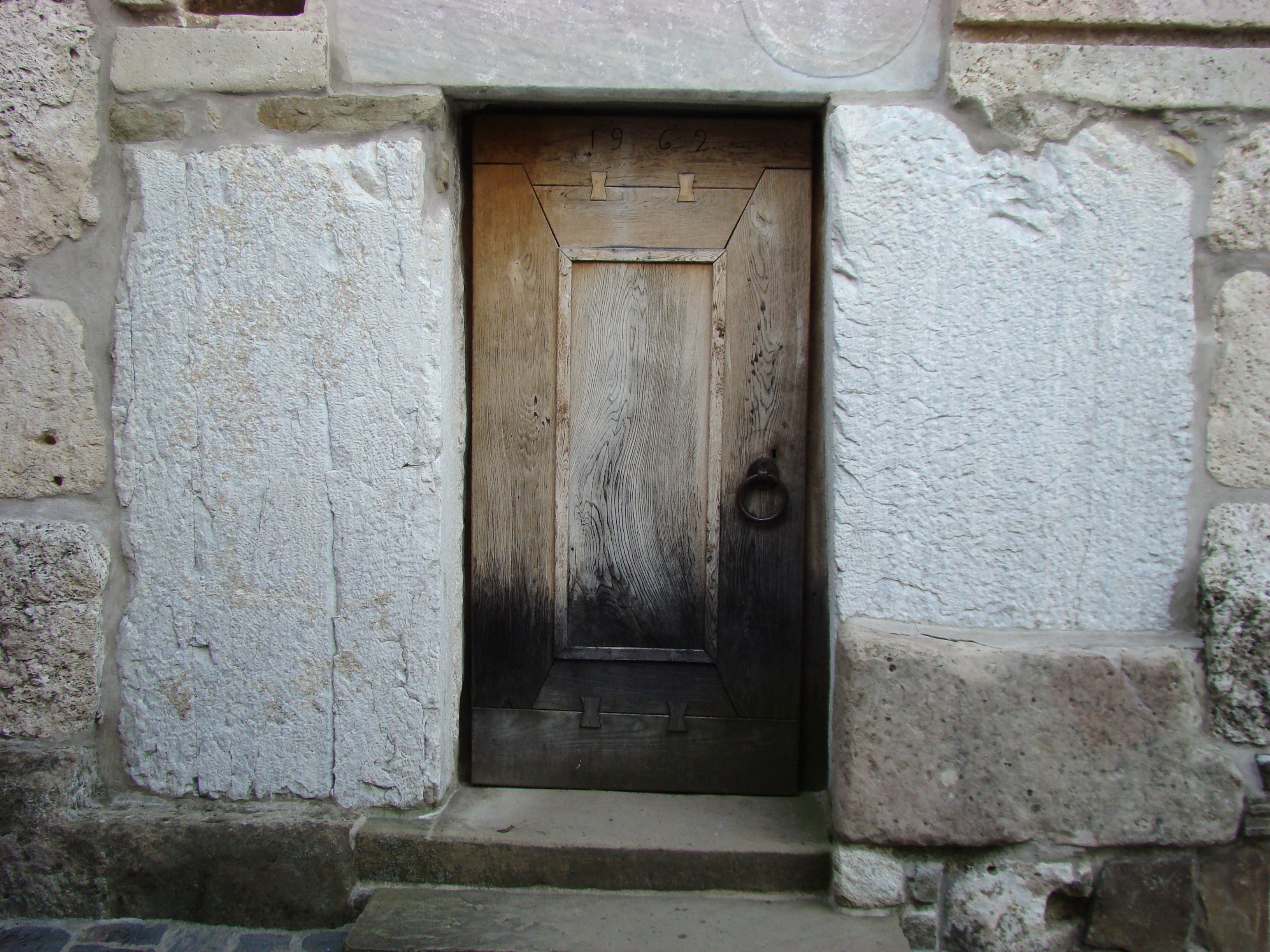
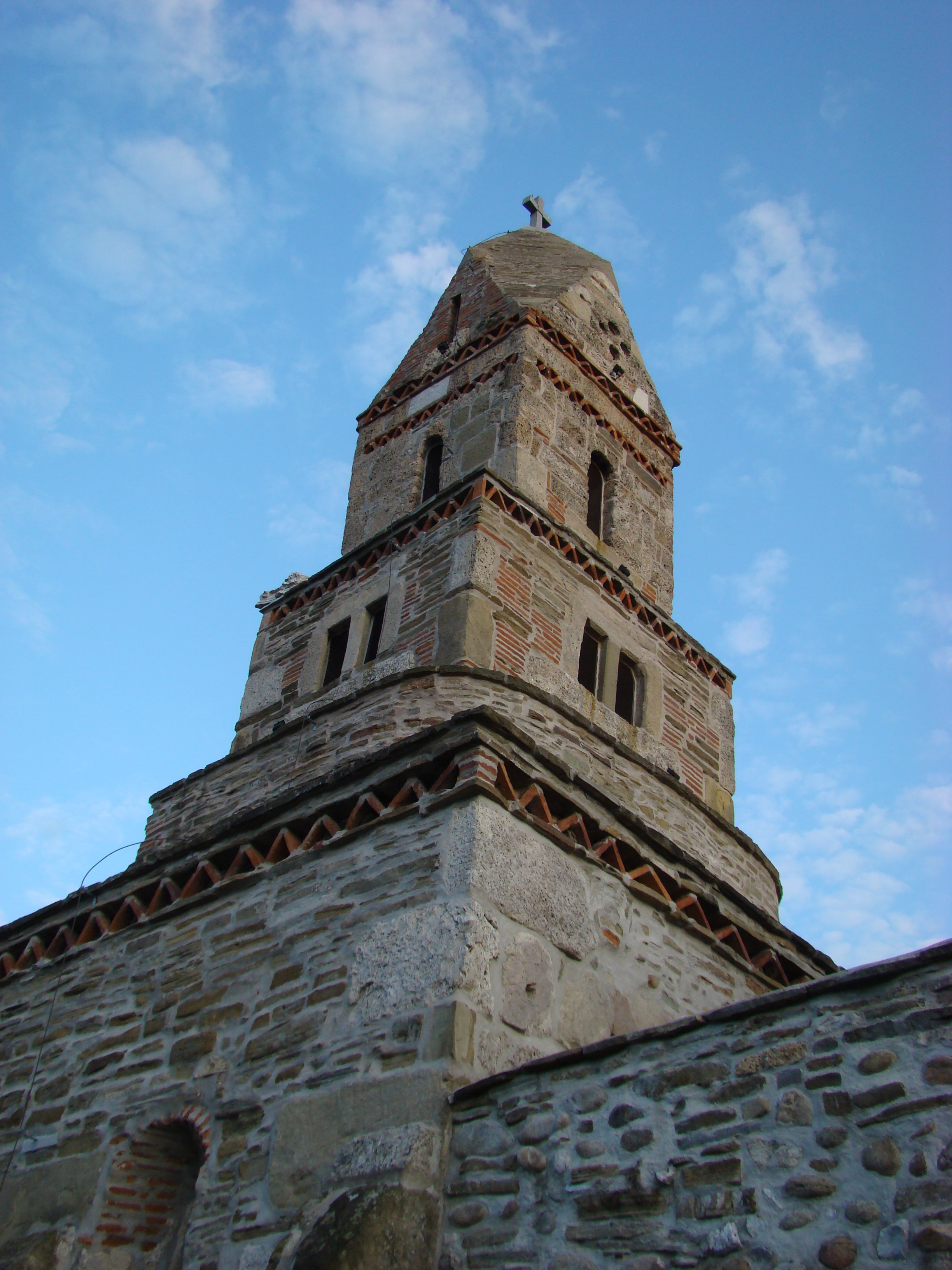
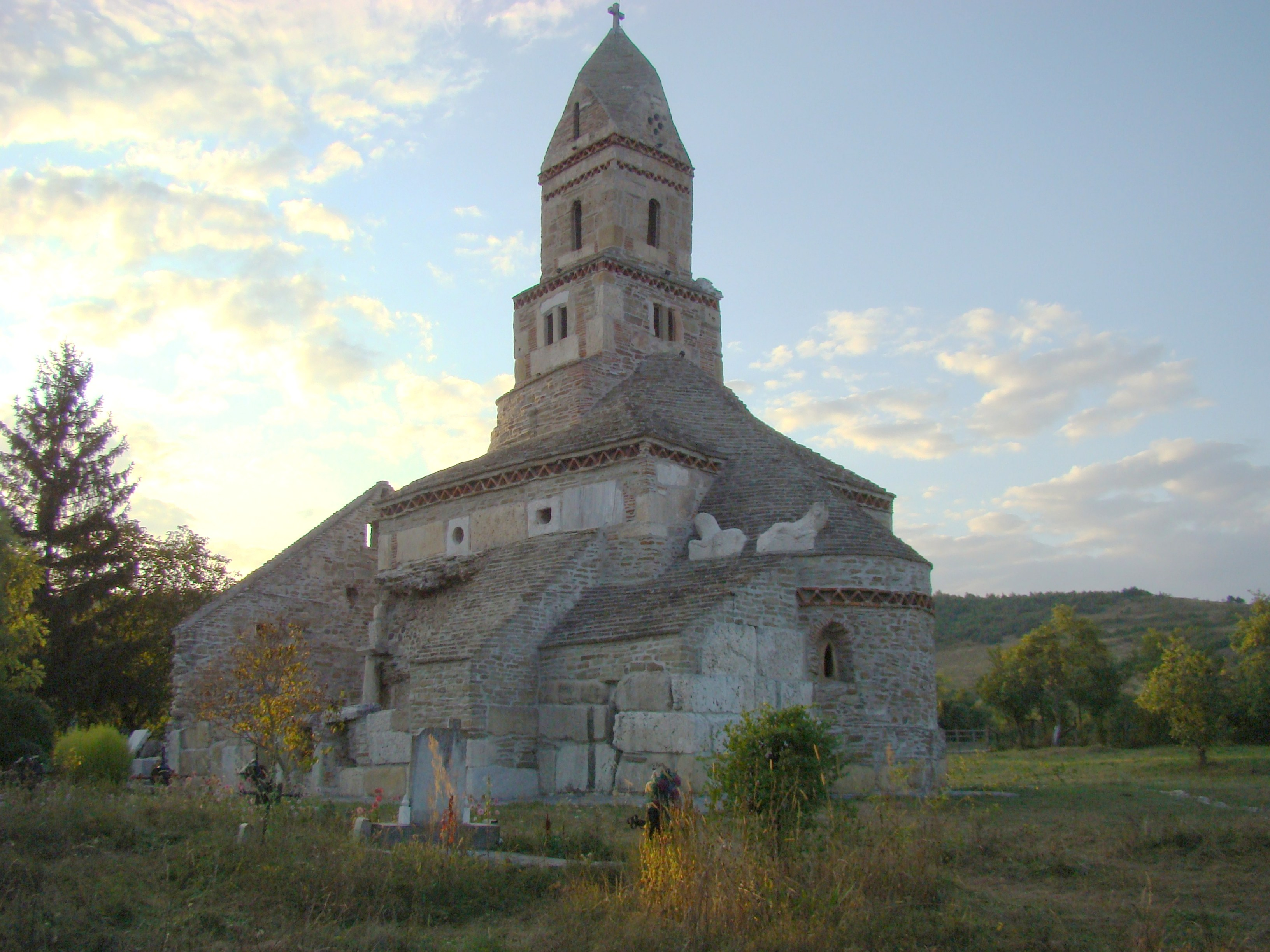
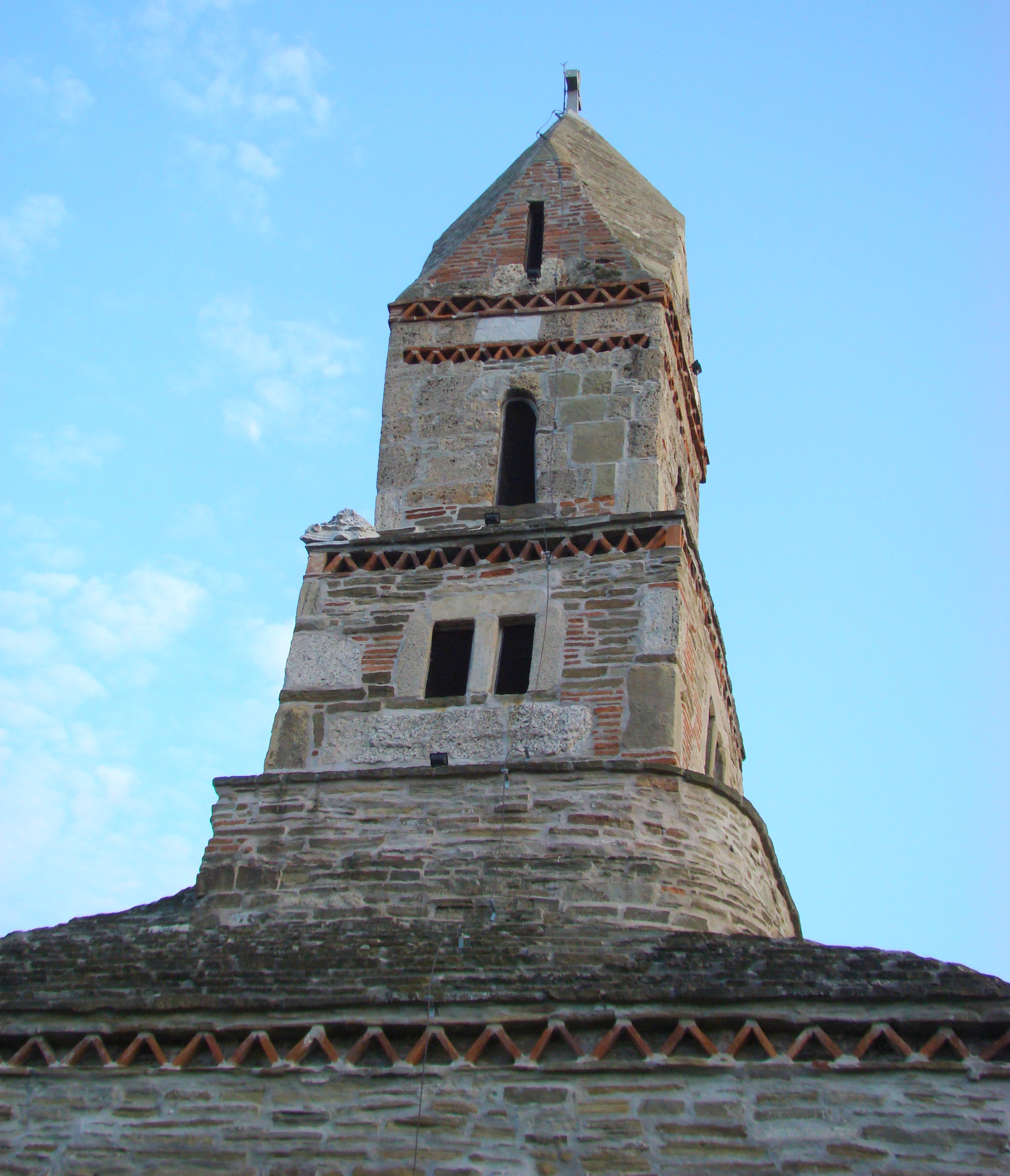
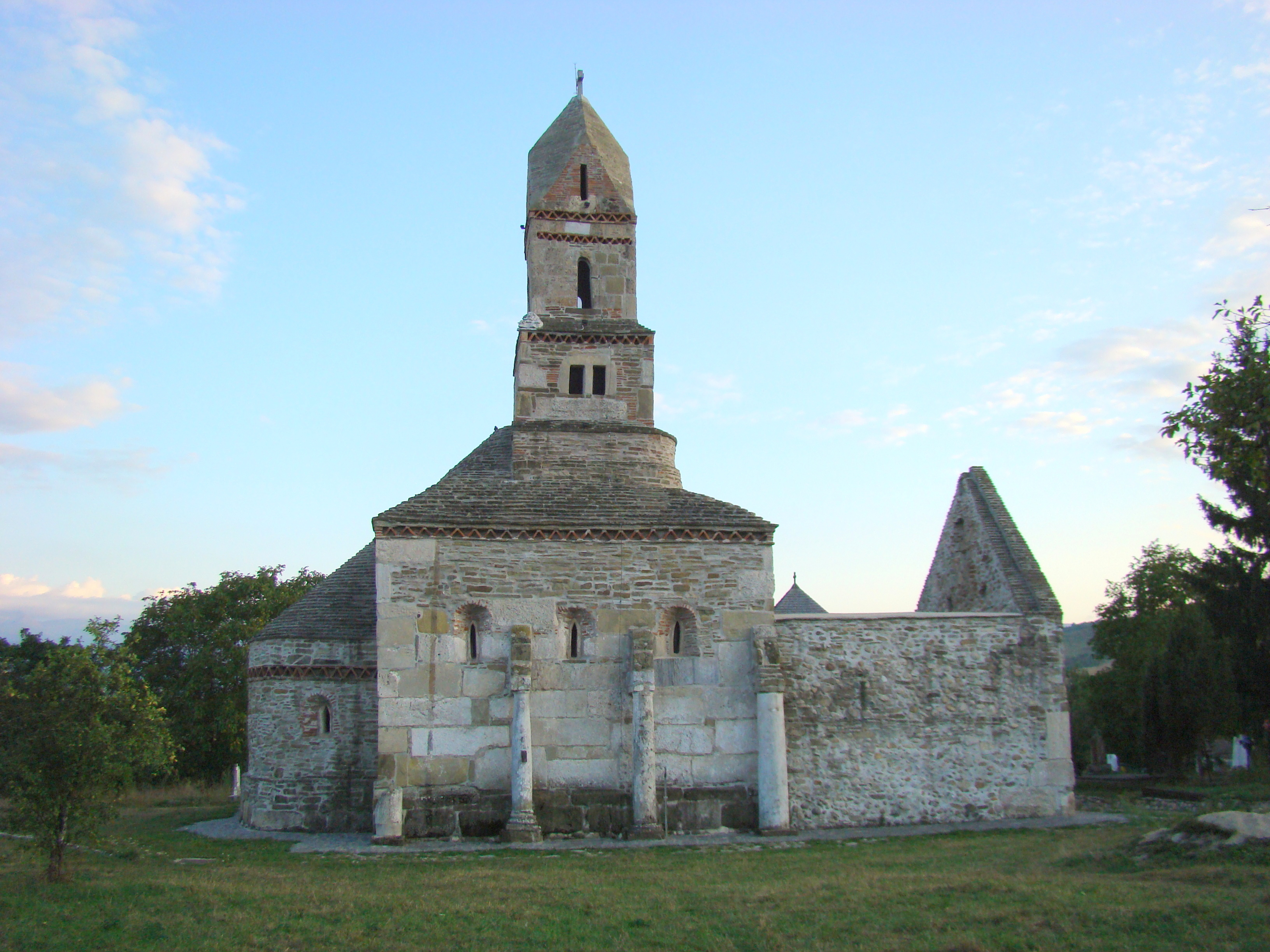
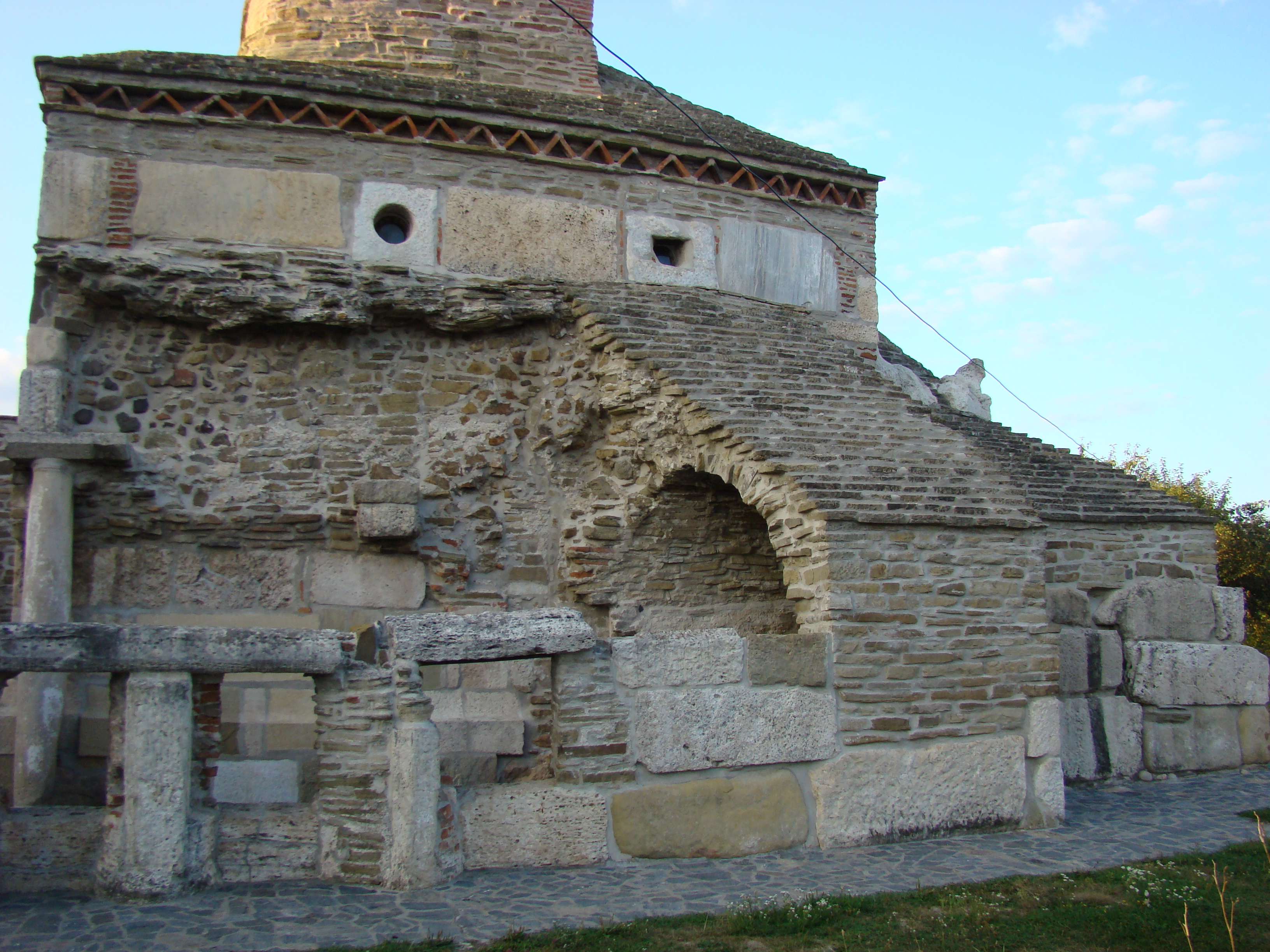
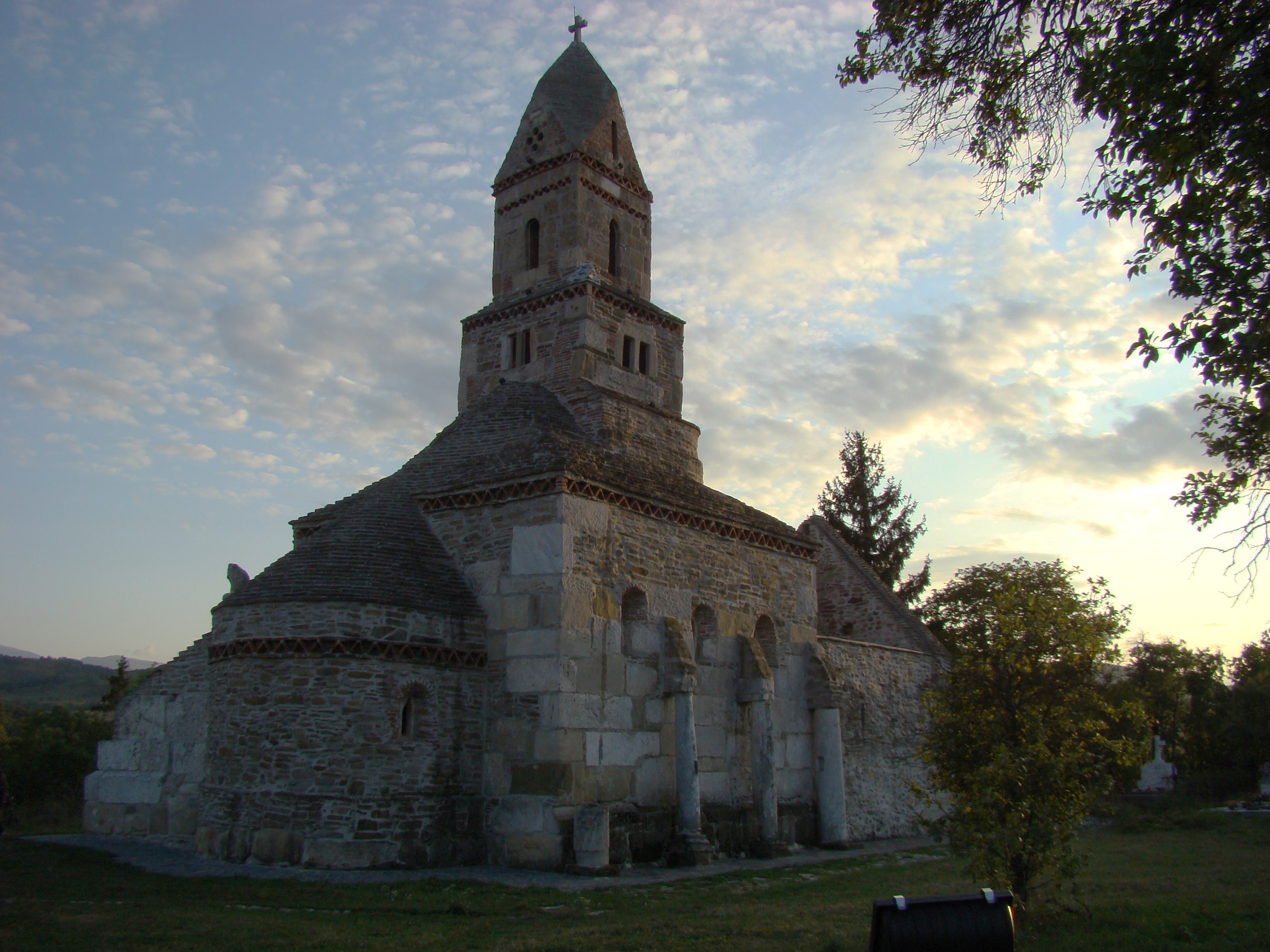
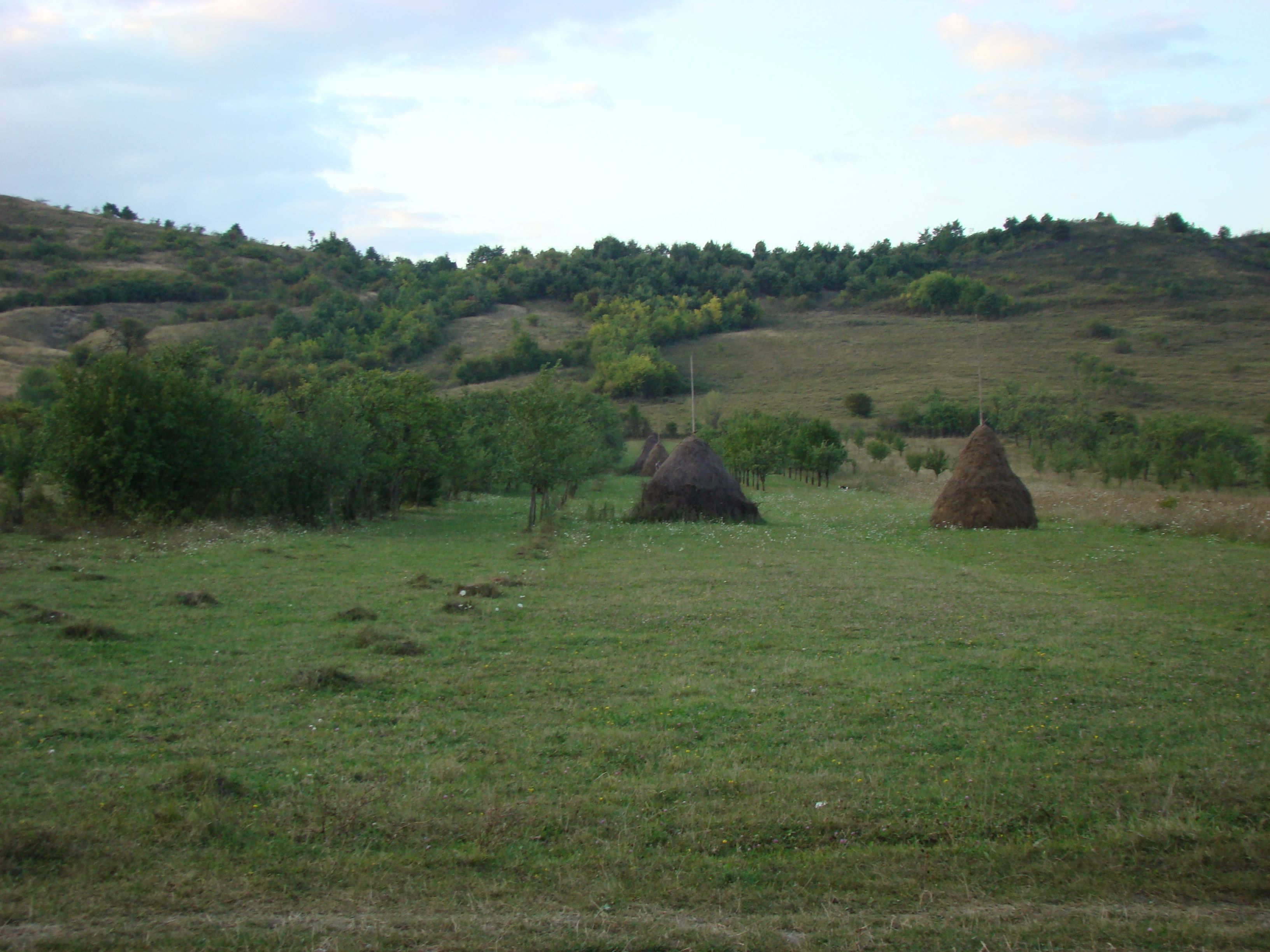
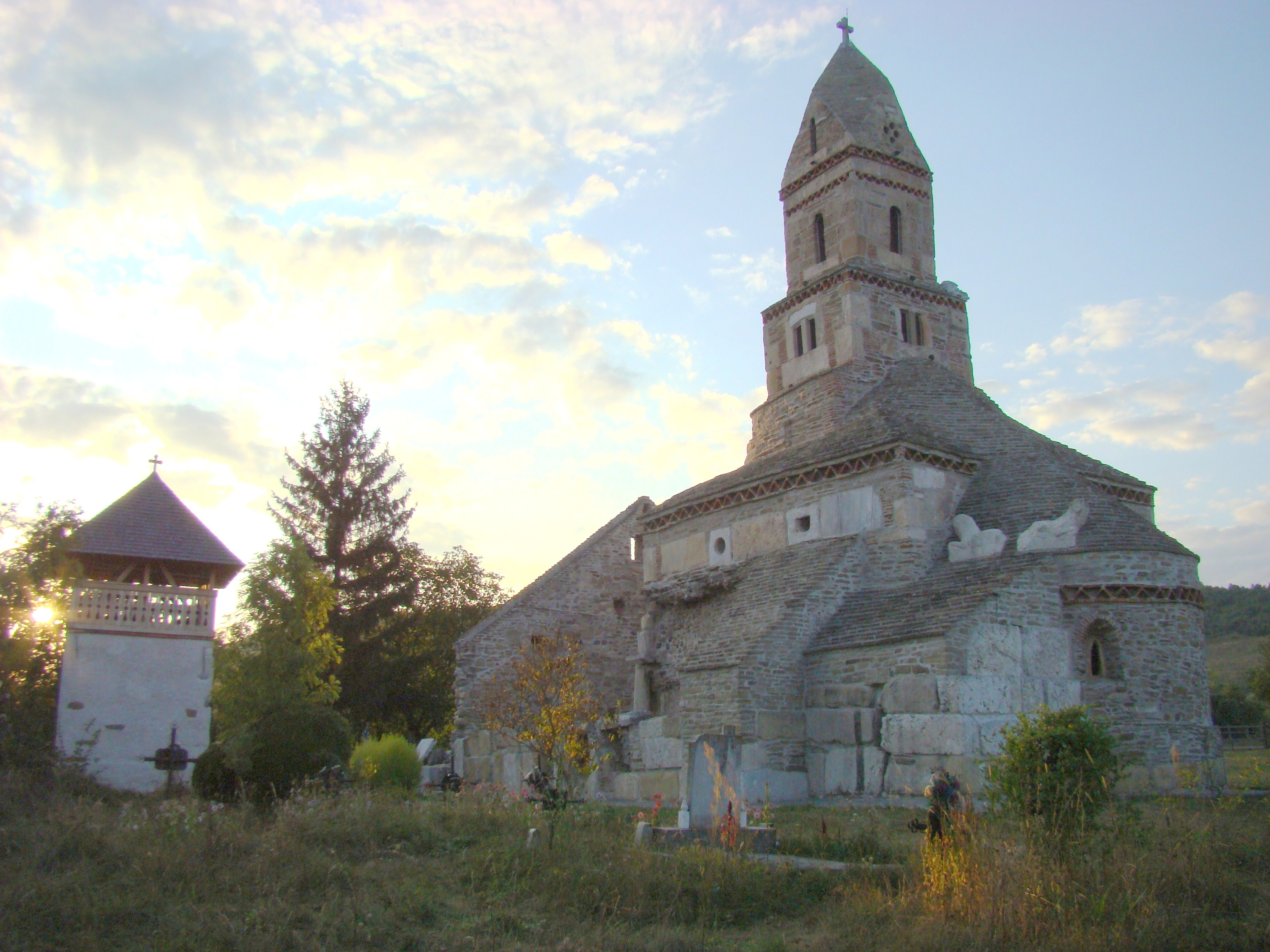
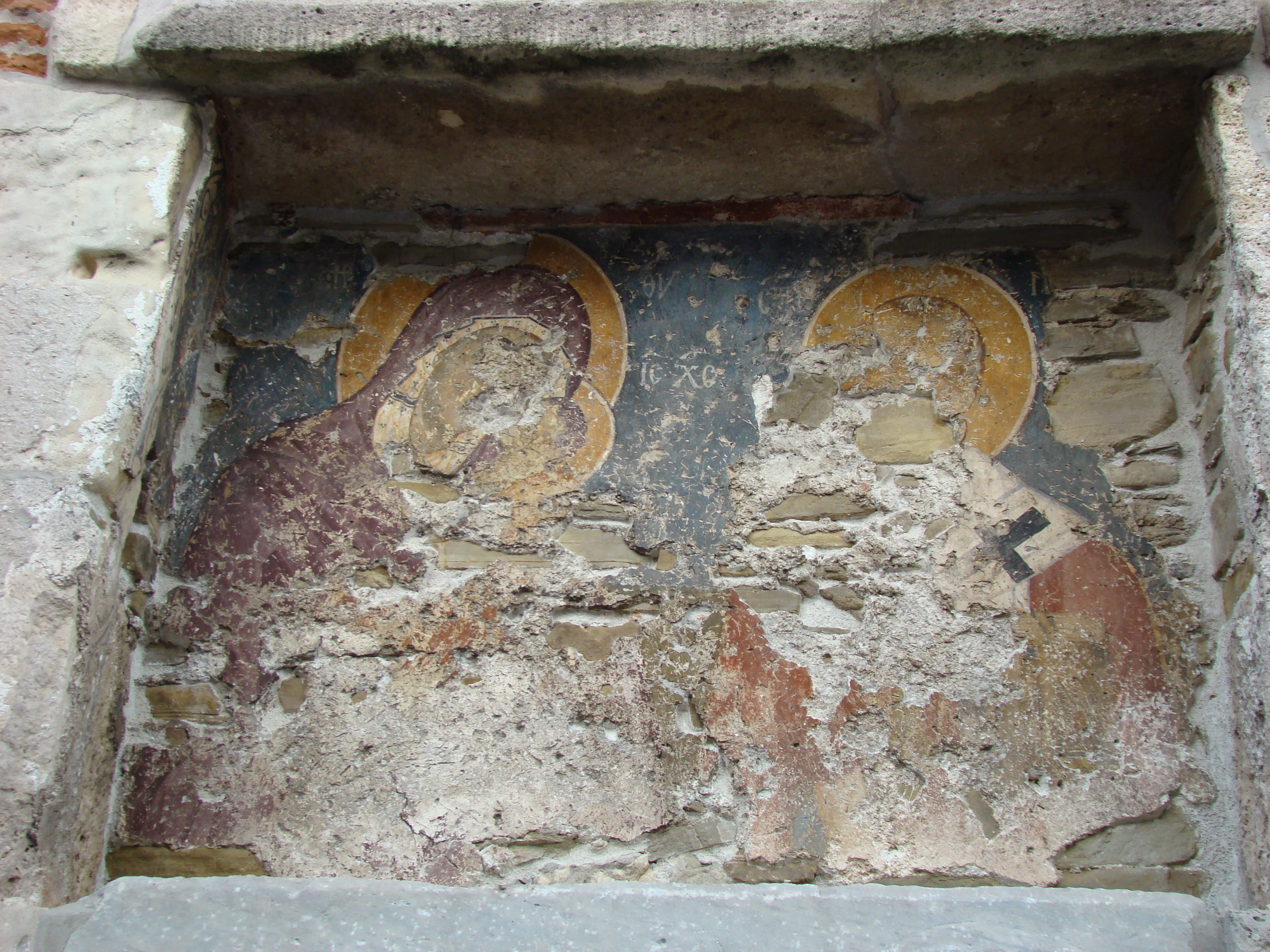
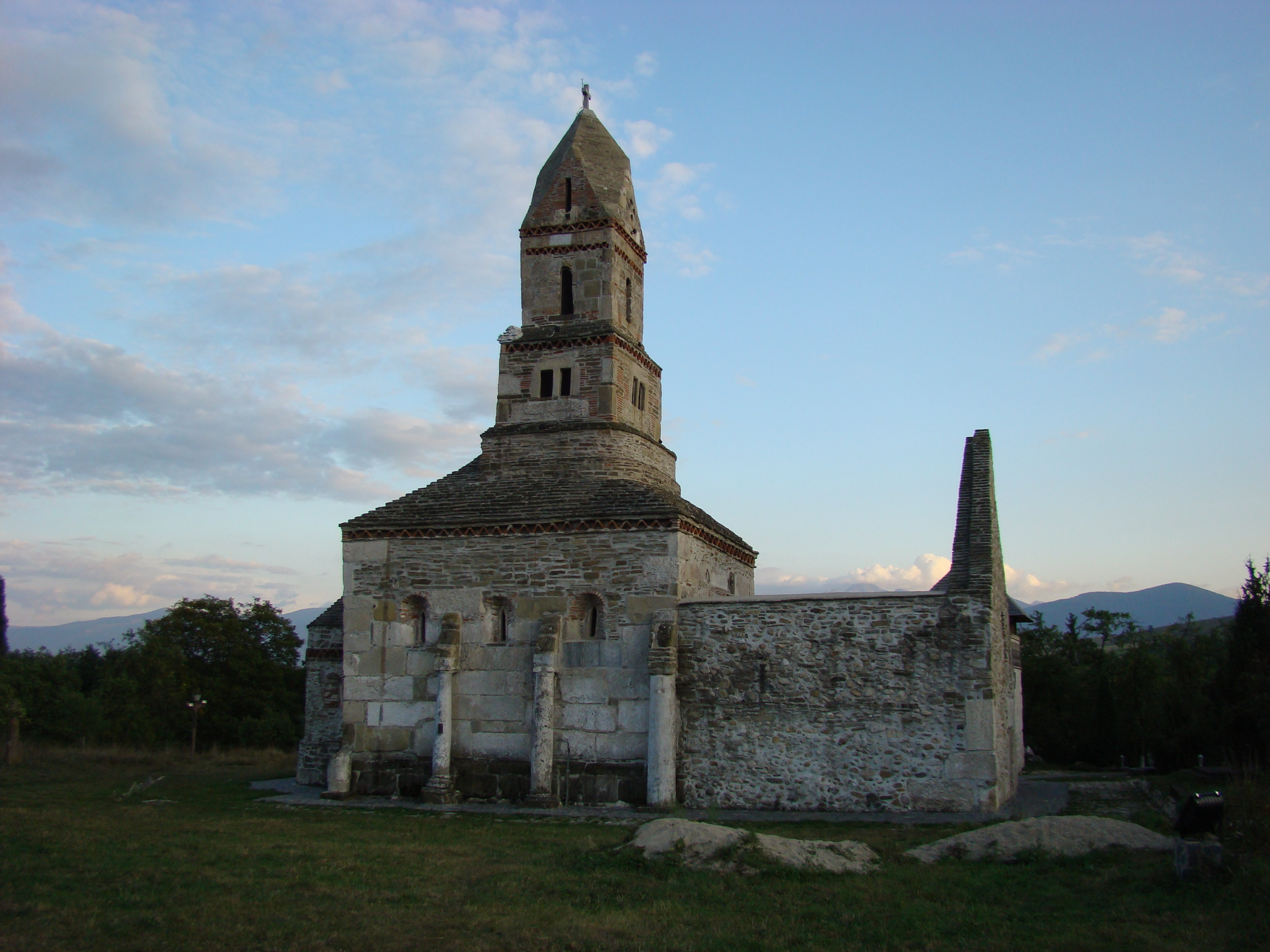
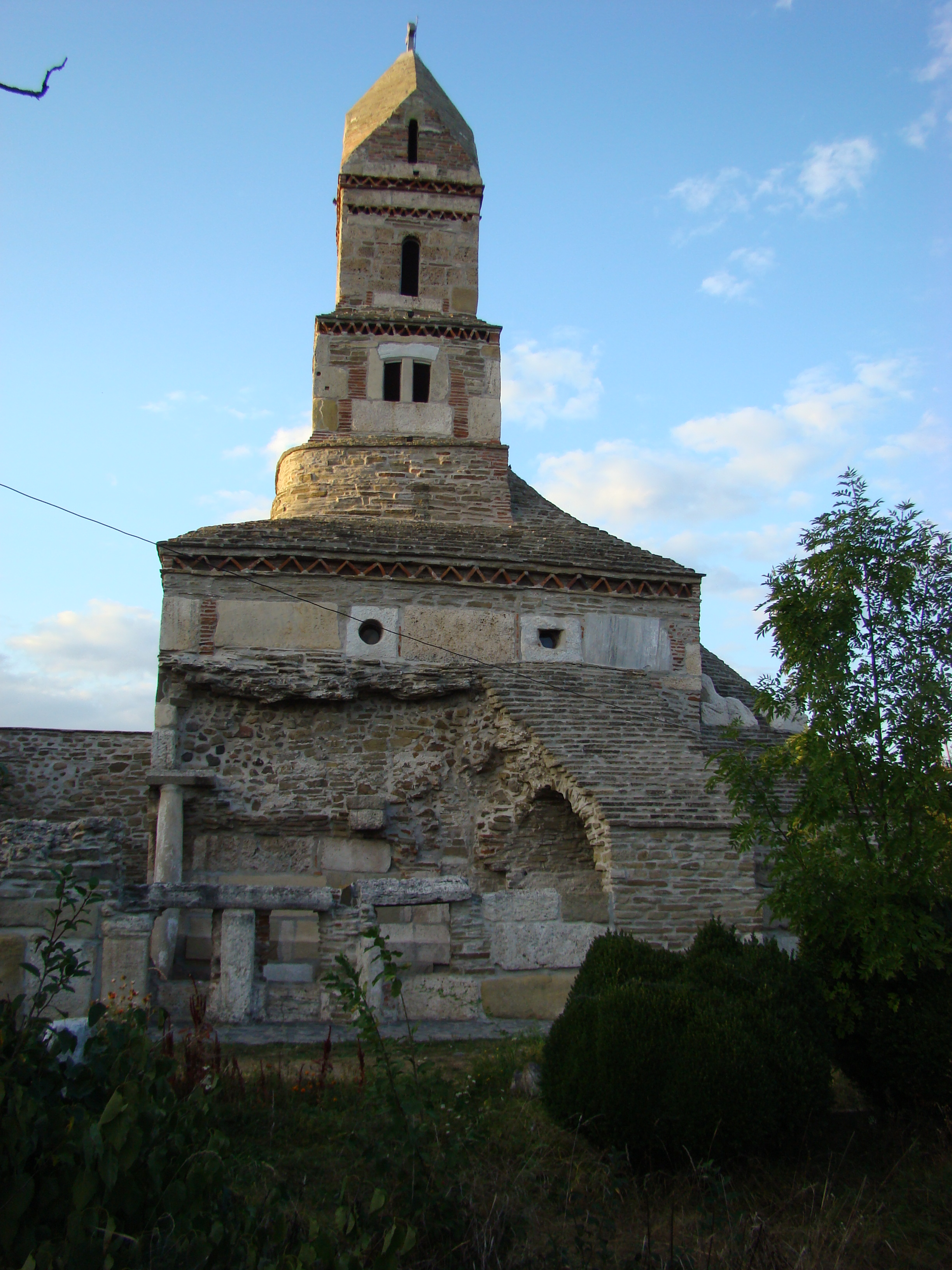
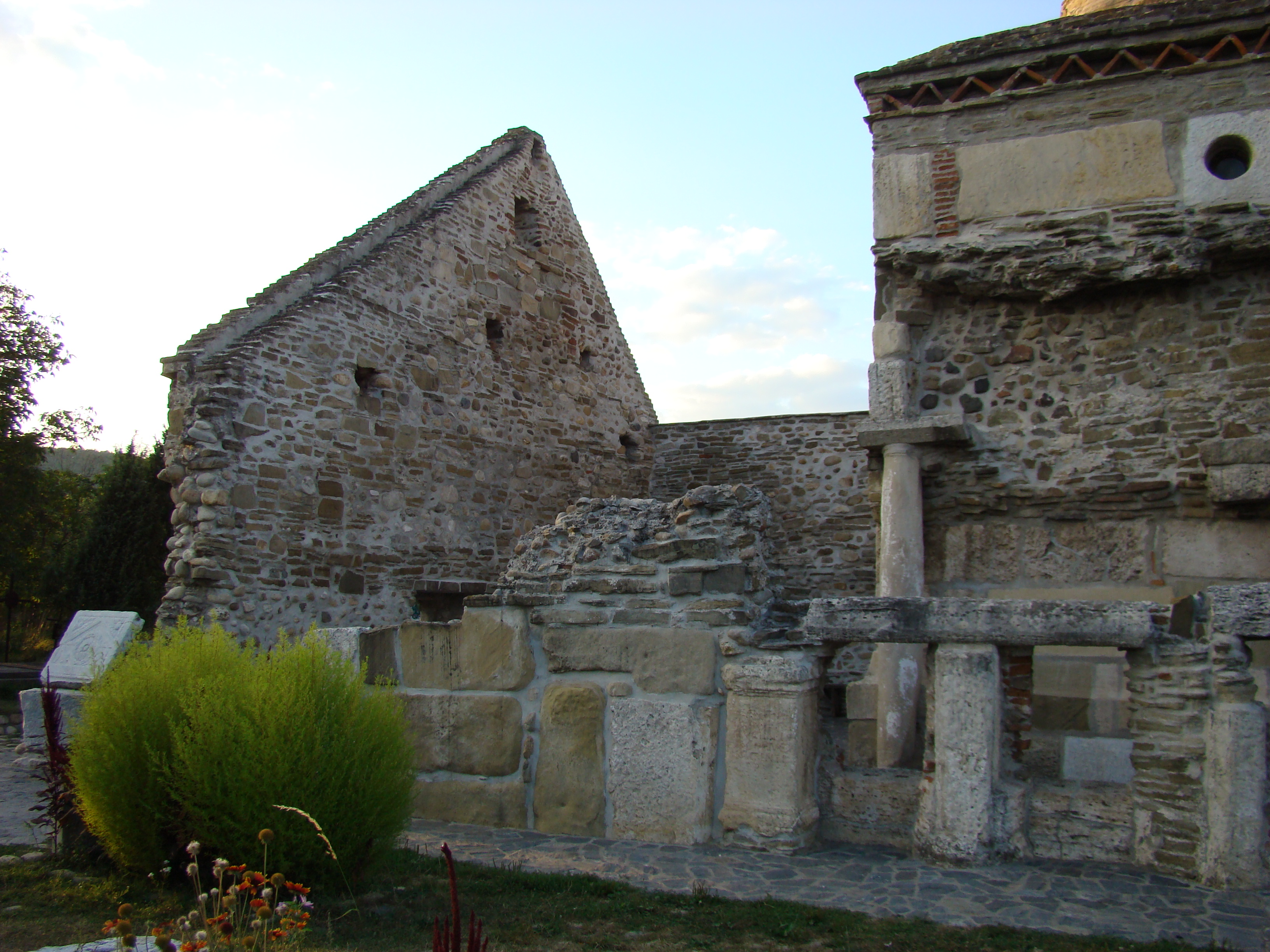
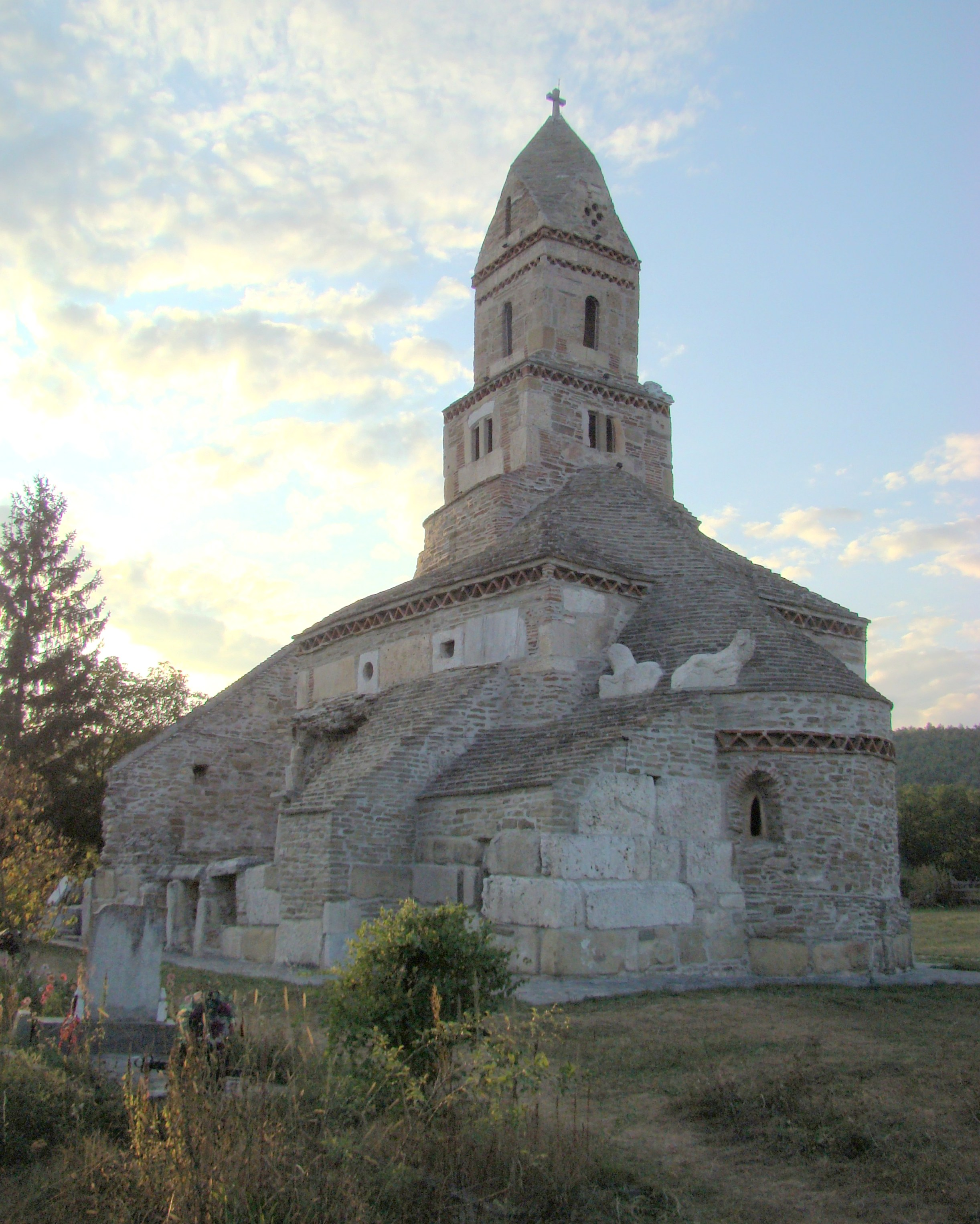